# Pravoslavná církev
Tento článek je o pravoslavné církvi jako instituci. O jejím náboženství, učení a tradici viz Pravoslaví.
Nezaměňovat se Starými pravoslavnými církvemi, Východním křesťanstvím nebo Východními katolickými církvemi
Pravoslavná církev, oficiálně pravoslavná katolická církev, je druhou největší křesťanskou církví s přibližně 220 miliony pokřtěných členů. Funguje jako společenství autokefálních církví, z nichž každá je řízena svými biskupy prostřednictvím místních synodů. Církev nemá ústřední doktrinální nebo vládní autoritu analogickou hlavě katolické církve – papeži, ačkoli ekumenický konstantinopolský patriarcha je jimi uznáván jako primus inter pares („první mezi rovnými“). Jako jedna z nejstarších dochovaných náboženských institucí na světě hrála pravoslavná církev významnou roli v dějinách a kultuře západní Asie, Kavkazu a východní a jihovýchodní Evropy.
Pravoslavná teologie je založena na Písmu svatém a svaté tradici, která zahrnuje dogmatické dekrety sedmi ekumenických koncilů a učení církevních otců. Církev učí, že je jedinou, svatou, katolickou a apoštolskou církví, kterou ustanovil Ježíš Kristus ve svém Velkém poslání, a že její biskupové jsou nástupci Kristových apoštolů. Zastává, že vyznává původní křesťanskou víru, jak ji předává svatá tradice. Její patriarcháty, vzešlé z pentarchie, a další autokefální a autonomní církve odrážejí různorodost hierarchické organizace. Uznává sedm hlavních svátostí, z nichž hlavní je eucharistie, slavená liturgicky v synaxis. Církev učí, že konsekrací, kterou epiklezí činí kněz, se obětní chléb a víno stávají tělem a krví Kristovou. Panna Maria je ve pravoslavné církvi uctívána jako Bohorodička a je jí vzdávána úcta při bohoslužbách.
Konstantinopolská, alexandrijská, jeruzalémská a antiochijská církev – s výjimkou některých přerušení společenství, jako bylo schizma Fotiana nebo schizma Akakijců – sdílela společenství s římskou církví až do schizmatu mezi Východem a Západem v roce 1054. Rozkol v roce 1054 byl vyvrcholením narůstajících teologických, politických a kulturních sporů mezi těmito církvemi, zejména o autoritu papeže. Před Efezským koncilem v roce 431 n. l. se na tomto společenství podílela také východní církev, stejně jako různé starobylé východní církve před Chalcedonským koncilem v roce 451 n. l. Všechny se oddělily především kvůli rozdílům v christologii.
Pravoslavná církev je hlavním náboženským vyznáním v Rusku, na Ukrajině, v Rumunsku, Řecku, Bělorusku, Srbsku, Bulharsku, Moldavsku, Gruzii, Severní Makedonii, na Kypru a v Černé Hoře, je také významná a rozšířená v Albánii, Bosně, Sýrii, Iráku a Libanonu a je významně zastoupena v Německu, Španělsku, Spojených státech a Uzbekistánu. Ačkoli pocházejí ze západní Asie, většina východních pravoslavných křesťanů dnes žije v jihovýchodní a východní Evropě a na Sibiři. Zhruba polovina východních pravoslavných křesťanů žije v postsovětských státech, převážně v Rusku. Komunity v bývalých byzantských oblastech severní Afriky, východního Středomoří patří mezi nejstarší pravoslavné komunity z Blízkého východu, které se zmenšují v důsledku nucené migrace vyvolané zvýšeným náboženským pronásledováním. Pravoslavné komunity mimo západní Asii, Malou Asii, Kavkaz a východní Evropu, včetně těch v Severní Americe, západní Evropě a Austrálii, vznikly díky diaspoře, konverzím a misionářské činnosti.

## Název a charakteristika

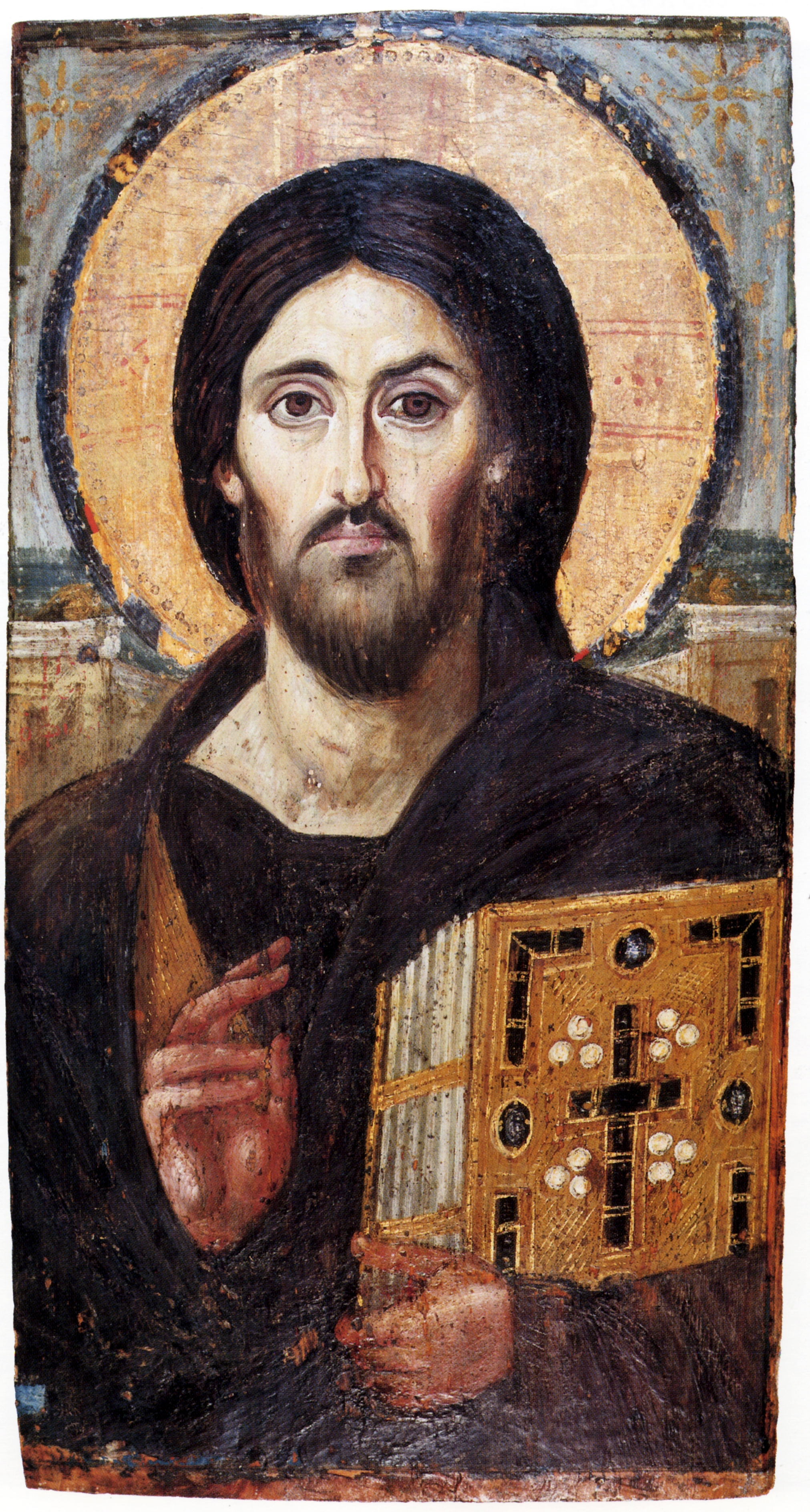
Kristus Pantokrator, 6. století, klášter svaté Kateřiny, Sinaj; nejstarší známá ikona Krista v jednom z nejstarších klášterů na světě. Kristus má levou polovinu tváře odlišnou od pravé, pro zdůraznění božské i lidské podstaty

### Definice
Pravoslavná církev je definována jako východní křesťané, kteří uznávají sedm ekumenických koncilů a obvykle jsou ve společenství s Ekumenickým patriarchátem, Alexandrijským patriarchátem, Antiochijským patriarchátem a Jeruzalémským patriarchátem. Pravoslavné církve „jsou pozitivně definovány svým lpěním na dogmatických definicích sedmi [ekumenických] koncilů, silným vědomím, že nejsou sektou ani denominací, ale prostě pokračováním křesťanské církve, a i přes svůj různý původ dodržováním byzantského obřadu“. Tyto církve se negativně vymezují tím, že odmítají papežskou bezprostřední a univerzální svrchovanost.
Pravoslavné církve uznávají těchto sedm ekumenických koncilů: Nicea I., Konstantinopol I., Efez, Chalcedon, Konstantinopol II., Konstantinopol III. a Nicea II. Tyto církve se domnívají, že Trullská synoda „sdílí ekumenickou autoritu Konstantinopole III.“ „Podle shody, která zřejmě panuje ve [východním] pravoslavném světě, bude pravděpodobně koncil, který se konal v roce 879 k ospravedlnění patriarchy Fotia, někdy v budoucnu pravoslavnou církví uznán jako osmý [ekumenický] koncil“.
Pravoslaví západního obřadu existuje jak mimo východní pravoslaví, tak uvnitř něj. V rámci východního pravoslaví jej praktikuje vikariát antiochijské pravoslavné církve.

### Název
V souladu s církevním učením o univerzalitě a s Nicejským vyznáním víry autority pravoslavné církve, jako například Rafael z Brooklynu, trvaly na tom, aby plný název církve vždy obsahoval výraz „katolická“, jako například „Svatá pravoslavná katolická apoštolská církev“.
Oficiální název pravoslavné církve je „pravoslavná katolická církev“. Je to název, kterým se církev sama označuje a který je vydáván v jejích liturgických nebo kanonických textech. Pravoslavní teologové označují církev jako katolickou. Tento název a delší varianty obsahující slovo „katolická“ jsou uznávány a uváděny i v jiných knihách a publikacích světských či nevýchodních pravoslavných autorů. Katechismus Filareta (Drozdova) Moskevského vydaný v 19. století nese název: Delší katechismus pravoslavné, katolické, východní církve (rus: Пространный христианский катехизис православныя, кафолическия восточныя Церкви).
Od starověku až do prvního tisíciletí byla řečtina nejrozšířenějším společným jazykem v demografických oblastech, kde byzantská říše vzkvétala, a řečtina, jako jazyk, v němž byl napsán Nový zákon, byla hlavním liturgickým jazykem církve. Z tohoto důvodu byly východní církve někdy označovány jako „řecké“ (na rozdíl od „římské“ nebo „latinské“ církve, která používala latinský překlad Bible), a to i před velkým schizmatem v roce 1054. Po roce 1054 se „řecko-pravoslavnou“ nebo „řecko-katolickou“ označovala církev, která byla ve společenství s Konstantinopolí, podobně jako se „katolickou“ označovalo společenství s katolickou církví.
V maďarštině se církev i ve 21. století běžně nazývá „východní řecká“ (maďarsky Görögkeleti). Toto ztotožnění s řečtinou se však postupem času stávalo stále více matoucím. Misionáři přinesli východní pravoslaví do mnoha oblastí bez etnických Řeků, kde se nemluvilo řecky. Navíc boje mezi Římem a Konstantinopolí o kontrolu nad některými částmi jihovýchodní Evropy vedly k přestupu některých církví ke katolické církvi, která pak také používala označení „řeckokatolická“ k označení, že nadále používá byzantský obřad. Dnes používá řečtinu jako bohoslužebný jazyk jen menšina stoupenců východní ortodoxie.
„Východní“ tedy označuje geografický prvek v původu a vývoji církve, zatímco „pravoslavný“ označuje víru, stejně jako společenství s ekumenickým patriarchátem v Konstantinopoli. Na východě existují další křesťanské církve, které nejsou ve společenství ani s katolickou církví, ani s pravoslavnou církví, které bývají rozlišovány kategorií nazvanou „pravoslavní“. Zatímco pravoslavná církev se nadále oficiálně nazývá „katolická“, z důvodu univerzálnosti se společným názvem „pravoslavná církev“ předchází náhodné záměně s katolickou církví.

### Ortodoxie

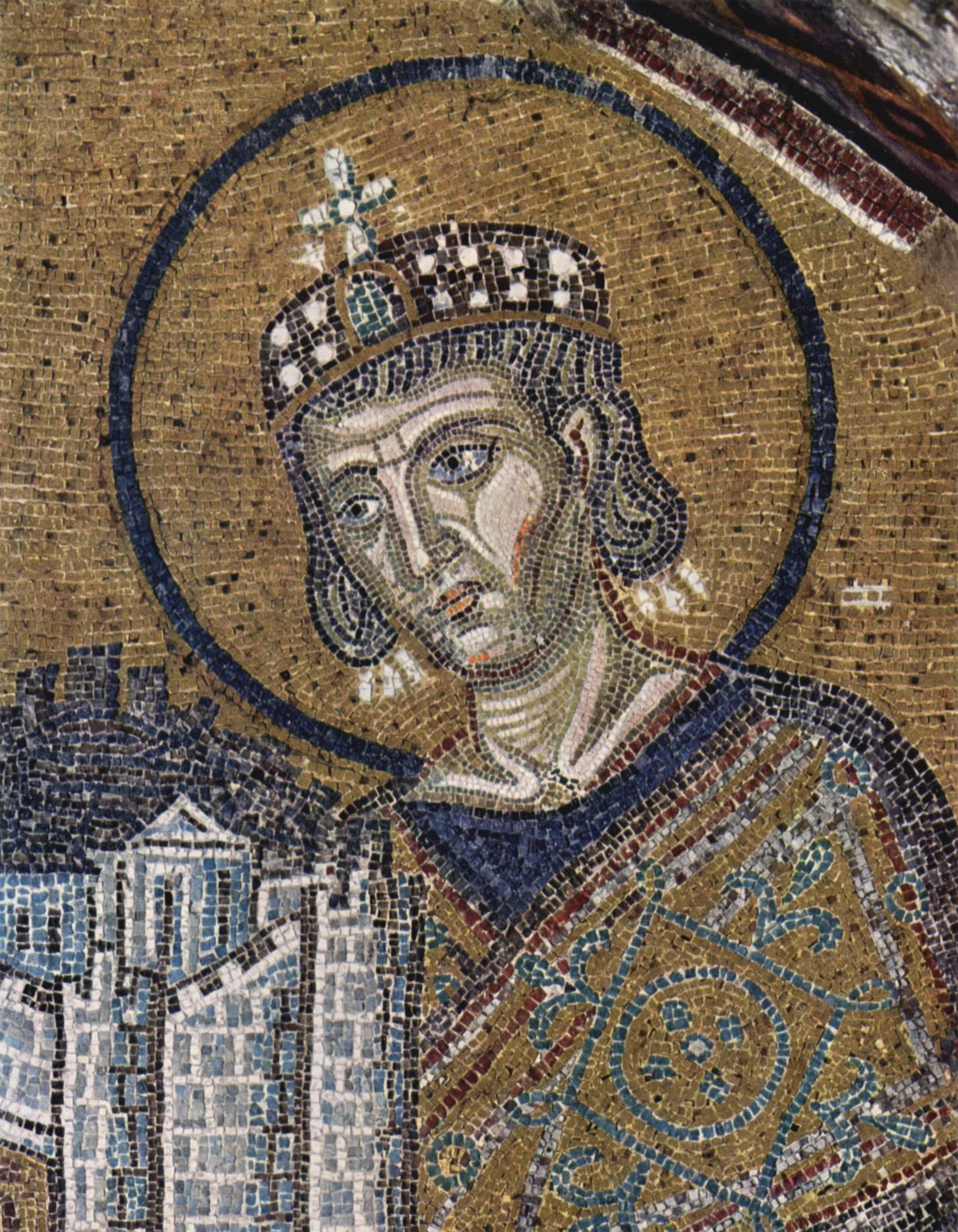
Na této kostelní mozaice (Hagia Sofia, kol. r. 1000) císař Konstantin představuje město Konstantinopol jako poctu intronizované Panně Marii a Ježíškovi.

První známé použití výrazu „katolická církev“ (he katholike ekklesia) se objevilo v dopise jedné řecké církve druhé (Ignác z Antiochie Smyrňanům), který byl napsán kolem roku 110 n. l. V dopise se uvádí: „Kdekoli se objeví biskup, tam ať je lid, stejně jako kde může být Ježíš, tam je všeobecná [katholická] církev.“ Křesťané tedy téměř od počátku označovali křesťanskou církev jako „jednu, svatou, katolickou (z řeckého καθολική, ,podle celku, všeobecnáʻ) a apoštolskou církev“. Pravoslavná církev tvrdí, že je dnes pokračovatelkou a zachovatelkou téže rané církve.
Podobně se hlásí i řada dalších křesťanských církví: římská katolická církev, anglikánské společenství, asyrská církev a pravoslavní. Podle názoru východních pravoslavných Asyřané a orientálci opustili pravoslavnou církev v letech následujících po třetím ekumenickém koncilu v Efezu (431), respektive po čtvrtém ekumenickém koncilu v Chalcedonu (451), když odmítli přijmout christologické definice těchto koncilů. Podobně se církve v Římě a Konstantinopoli oddělily v události známé jako schizma mezi Východem a Západem, tradičně datované do roku 1054, ačkoli šlo spíše o postupný proces než o náhlý rozchod.
Pro všechny tyto církve je nárok na katolicitu (univerzalitu, jednotu s antickou církví) důležitý z mnoha doktrinálních důvodů, které mají větší význam uvnitř každé církve než ve vztahu k ostatním, nyní odděleným ve víře. Význam držení se víry, která je pravdivá, je hlavním důvodem, proč má vůbec nějaký význam něčí prohlášení o tom, která církev se oddělila od které jiné; tyto otázky jdou stejně hluboko jako rozkoly. Hloubku tohoto významu v pravoslavné církvi registrujeme nejprve v samotném použití slova „pravoslavný“, které vzniklo spojením řeckého orthos („přímý“, „pravý“, „pravdivý“, „správný“) a doxa („společná víra“, od starobylého slovesa δοκέω-δοκῶ, které se překládá jako „věřit“, „myslet“, „uvažovat“, „představovat si“, „předpokládat“).
Dvojí význam slova doxa, s „oslavou“ nebo „oslavováním“ (Boha církví a církve Bohem), zvláště při bohoslužbě, vytváří dvojici „správná víra“ a „pravá bohoslužba“. Společně vyjadřují jádro základního učení o neoddělitelnosti víry a bohoslužby a jejich roli při sbližování církve s Kristem. Všechny slovanské církve používají pro označení toho, co je v českém pravoslaví, název Pravoslavie (cyrilicí: Православие), což znamená „správnost oslavení“, zatímco Gruzínci používají název Martlmadidebeli.
Termín „východní církev“ (geografický východ v rámci schizmatu mezi Východem a Západem) byl používán k odlišení od západního křesťanství (geografický Západ, který zpočátku označoval katolické společenství, později také různé protestantské a anglikánské větve). „Východní“ se používá k označení toho, že největší koncentrace přítomnosti pravoslavné církve zůstává ve východní části křesťanského světa, ačkoli se rozrůstá po celém světě. Pravoslavní křesťané po celém světě používají různé etnické nebo národní jurisdikční názvy, nebo souhrnněji název „pravoslavná“, „pravoslavná katolická“.
To, co pravoslavné křesťany spojuje, je katolická víra nesená svatou tradicí. Tato víra se nejpodstatněji projevuje v Písmu svatém a v bohoslužbě, a to druhé nejpodstatněji skrze křest a božskou liturgii.
Hranice i tohoto kritéria se však mohou rozmazat, pokud rozdíly, které vznikají, nejsou způsobeny doktrínou, ale uznáním příslušnosti. S tím, jak se pravoslavná církev rozšířila na Západ a do celého světa, musí církev jako celek ještě vyřešit všechny inter-jurisdikční otázky, které při této expanzi vznikly, což zanechává některé oblasti pochybností o tom, co je správná církevní správa. Navíc, stejně jako v případě pronásledování starověké církve, i následky pronásledování křesťanů v komunistických zemích zkomplikovaly některé otázky správy, které ještě nebyly zcela vyřešeny.
Všichni členové pravoslavné církve vyznávají stejnou víru bez ohledu na rasu či národnost, jurisdikci či místní zvyklosti nebo století narození. Svatá tradice zahrnuje chápání a prostředky, jimiž se tato jednota víry předává přes hranice času, geografie a kultury. Je to kontinuita, která existuje pouze v té míře, v jaké žije v samotných křesťanech. Není statická, ani není dodržováním pravidel, ale spíše sdílením postřehů, které vyvěrají jak zevnitř, tak i v souladu s ostatními, dokonce i s těmi, kteří žili životy dávno minulé. Církev hlásá, že Duch svatý udržuje jednotu a soudržnost svaté tradice, aby se v církvi zachovala celistvost víry, jak je dána biblickými přísliby.
Pravoslaví tvrdí, že jeho společná víra a jeho teologie existují v rámci svaté tradice a nelze je od ní oddělit a že jejich smysl není vyjádřen pouhými slovy; že učení nelze pochopit, pokud se nemodlí; a že aby se mohlo modlit, musí se také žít, že bez činnosti je modlitba planá, prázdná a marná, a proto je teologií démonů.

### Katolicita

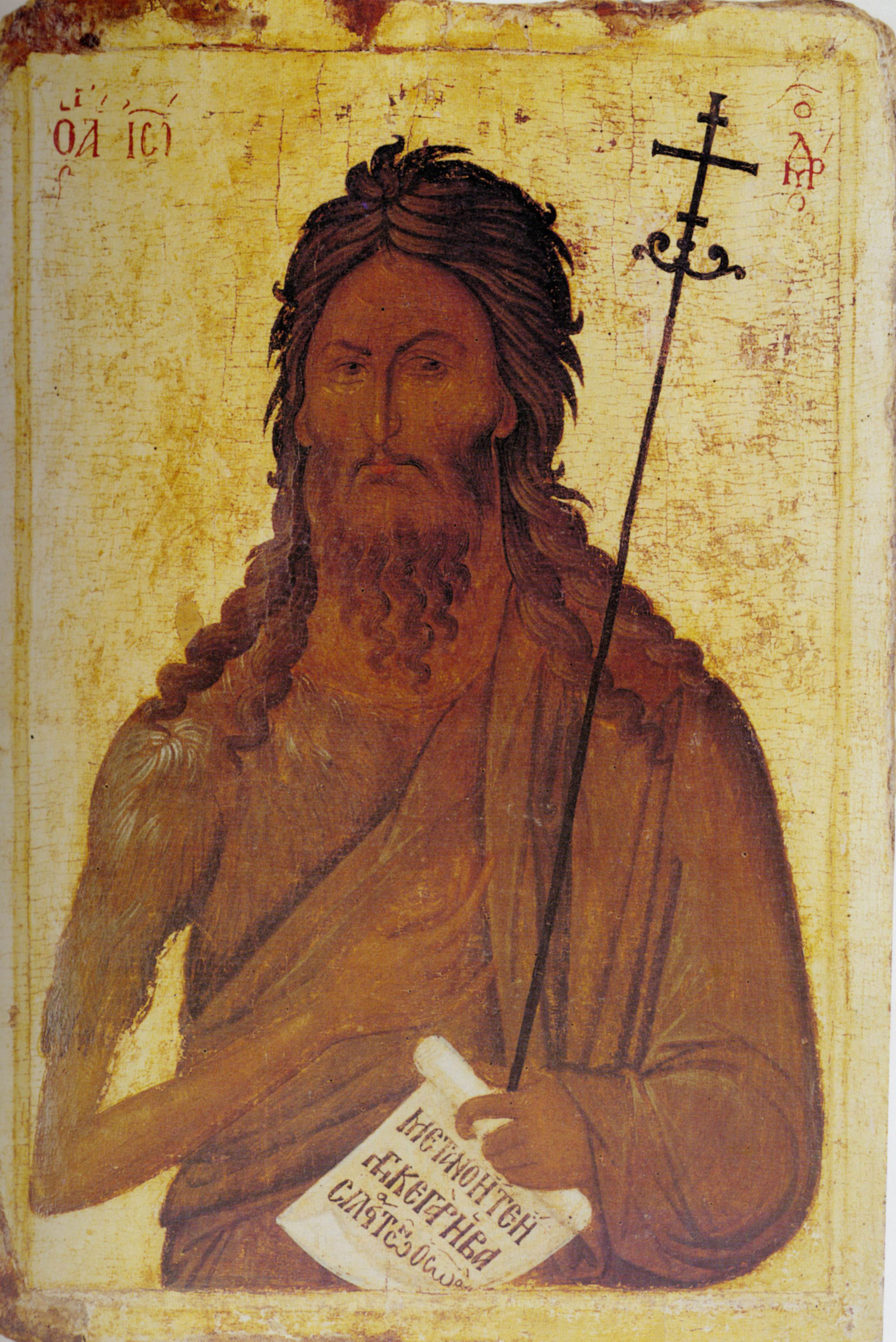
Ikona svatého Jana Křtitele, 14. století, Severní Makedonie

Pravoslavná církev se považuje za pravoslavnou i katolickou. Učení o katolicitě církve, jak vyplývá z Nicejského vyznání víry, je pro pravoslavnou eklesiologii zásadní. Pojem katolicita církve (řecky Καθολικότης τῆς Ἐκκλησίας) se používá v původním významu jako označení pro univerzalitu křesťanské církve, soustředěné kolem Krista. Proto se pravoslavné pojetí katolicity nesoustřeďuje kolem žádného jediného stolce, na rozdíl od katolické církve, která má jedno pozemské centrum.
Vzhledem k vlivu katolické církve na západě, kde se vyvinula samotná slova „katolická“ a „katolicita“ někdy používají právě pro tuto církev. Nicméně významnější slovníkový význam uvedený pro obecné použití je stále ten, který sdílejí i jiné jazyky a který znamená šíři a univerzálnost, což odráží komplexní rozsah. V křesťanském kontextu se o křesťanské církvi, ztotožňované s původní církví založenou Kristem a jeho apoštoly, říká, že je katolická (nebo univerzální) s ohledem na její spojení s Kristem ve víře.
Stejně jako je Kristus nedělitelný, je nedělitelné i spojení s ním a víra v něj, čímž je křesťanská církev „univerzální“, neoddělená a komplexní, zahrnující všechny, kdo sdílejí tuto víru. Pravoslavný biskup Kallistos Ware to nazval „prostým křesťanstvím“. Takový je smysl raného a patristického užívání, v němž se církev obvykle označuje jako „katolická církev“, jejíž víra je „pravoslavná víra“. Je to také smysl v rámci výrazu „jedna, svatá, katolická a apoštolská církev“, který se nachází v Nicejském vyznání víry a na který se odkazuje v pravoslavné bohoslužbě, např. v litanii ke katechumenům v božské liturgii.
Po vzájemné exkomunikaci v rámci schizmatu mezi Východem a Západem v roce 1054 se církve v Římě a Konstantinopoli navzájem považovaly za odklon od pravé církve a zůstala menší, ale stále katolická církev. Každá z nich si ponechala „katolickou“ část svého názvu: „římskokatolická církev“ (nebo katolická církev) na jedné straně a „pravoslavná katolická církev“ na straně druhé, přičemž každá z nich byla definována ve smyslu interkomunio s Římem nebo Konstantinopolí. Pravoslavná církev sice uznává, co má společného s ostatními církvemi, včetně katolické církve, ale katolicitu chápe ve smyslu úplného sjednocení ve společenství a víře, a to s církví po všechny časy, a toto sdílení zůstává neúplné, pokud není sdíleno plně.

## Historie

### Raná církev

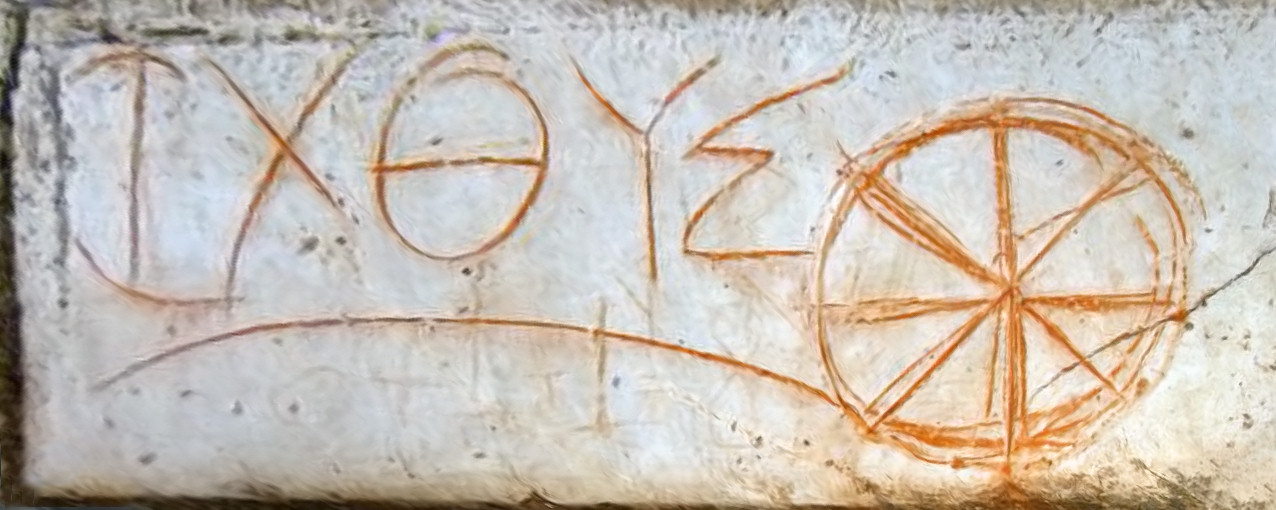
Raně křesťanský nápis „Ichthys“ (ryba) ze starověkého Efezu

Sv. Pavel a apoštolové hodně cestovali po celé Římské říši, včetně Malé Asie, a zakládali církve ve velkých společenstvích, přičemž první církve se objevily v Jeruzalémě a ve Svaté zemi, poté v Antiochii, Etiopii, Egyptě, Římě, Alexandrii, Athénách, Soluni, Ilyriku a Byzanci, která se o několik století později stala významnou jako Nový Řím. Křesťanství se v Římské říši setkalo se značným odporem, především proto, že jeho stoupenci odmítali vyhovět požadavkům římského státu – často i v případě ohrožení života – a přinášeli oběti pohanským bohům. Navzdory pronásledování, skepsi a počátečnímu společenskému stigmatu se křesťanská církev rozšířila, zejména po konverzi císaře Konstantina I. v roce 312 n. l.
Ve čtvrtém století bylo křesťanství přítomno v mnoha oblastech daleko za Levantou. Vznikla řada vlivných myšlenkových směrů, zejména alexandrijský a antiochijský filozofický přístup. Vliv se podařilo získat i dalším skupinám, například ariánům. Jejich postoje však vyvolávaly teologické konflikty uvnitř církve, což přimělo císaře Konstantina svolat velkou ekumenickou synodu, která měla definovat postoj církve vůči sílícím, často značně odlišným filozofickým a teologickým výkladům křesťanství. Koncil se mohl sejít nejen díky tomu, že poskytl místo konání, ale také díky tomu, že nabídl, že zaplatí dopravu všem stávajícím biskupům církve. Většina moderních křesťanských církví považuje tuto synodu, běžně nazývanou První nicejský koncil nebo obecněji První ekumenický koncil, za velmi důležitou.

### Ekumenické koncily

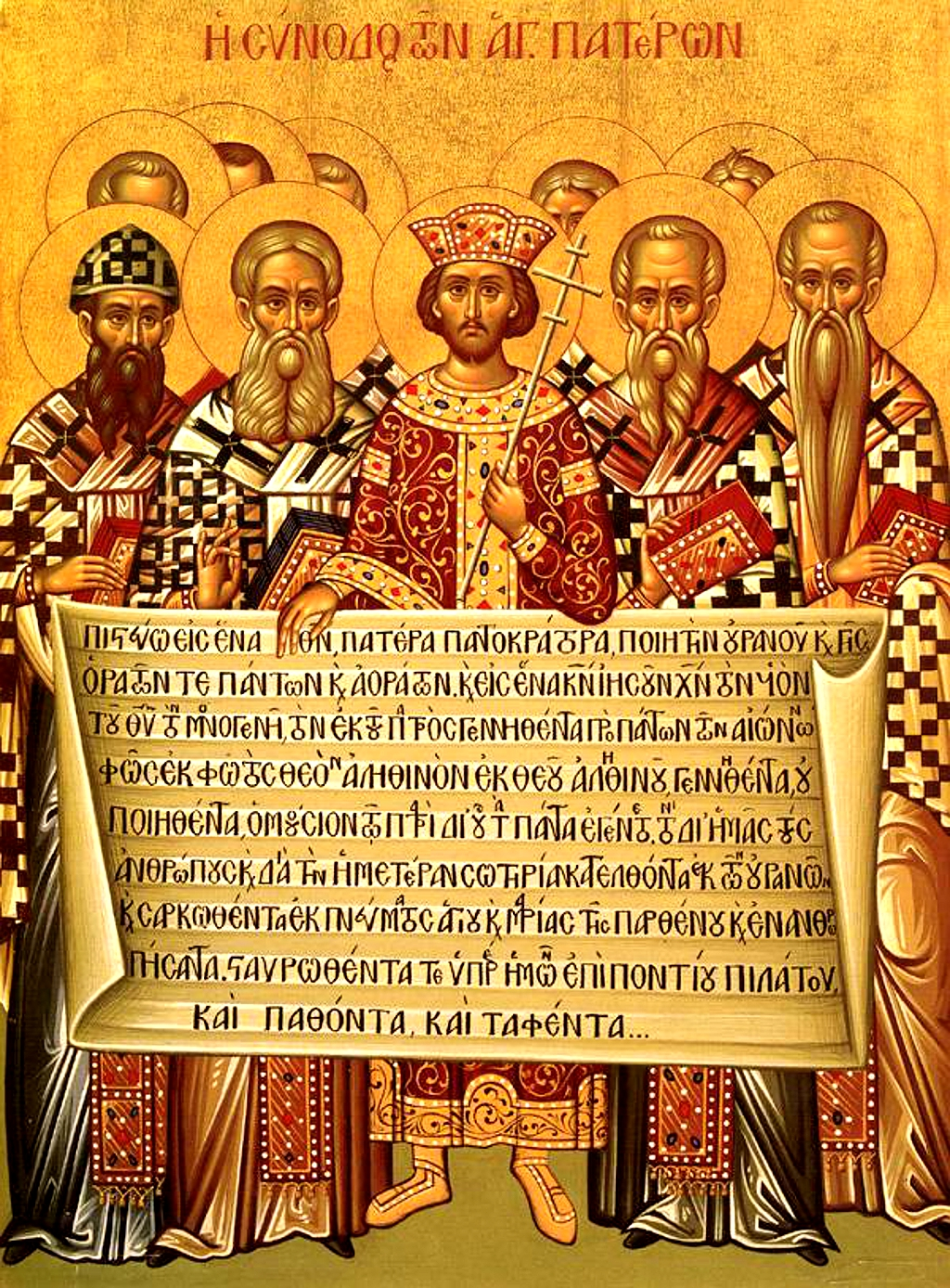
Ikona zobrazující císaře Konstantina a biskupy prvního nicejského koncilu (325) s Nicejsko-konstantinopolským vyznáním víry z roku 381

Několik doktrinálních sporů od 4. století vedlo ke svolání ekumenických koncilů. V pravoslavné církvi je ekumenický koncil nejvyšší autoritou, která se může odvolat na řešení sporných otázek víry. Tyto koncily jako takové se konaly za účelem vyřešení nejdůležitějších teologických otázek, které se staly předmětem sporů v křesťanské církvi. Mnoho menších sporů bylo vyřešeno prostřednictvím místních koncilů v oblastech, kde vznikly, dříve než nabyly takového významu, aby vyžadovaly konání ekumenického koncilu.
Pravoslavná církev autoritativně uznává sedm koncilů jako ekumenické:
1. První ekumenický koncil svolal římský císař Konstantin v roce 325 do Nikáje, předsedal mu alexandrijský patriarcha Alexandr a více než 300 biskupů na něm odsoudilo Ariův názor, že Syn je stvořená bytost nižší než Otec.[72]
2. Druhý ekumenický koncil se konal v Konstantinopoli v roce 381 za předsednictví patriarchů Alexandrie a Antiochie a za účasti 150 biskupů, kteří definovali povahu Ducha svatého proti těm, kteří tvrdili jeho nerovnost s ostatními osobami Trojice.[73]
3. Třetím ekumenickým koncilem je Efezský koncil v roce 431, jemuž předsedal alexandrijský patriarcha s 250 biskupy, který potvrdil, že Maria je skutečně „Rodičkou“ či „Matkou“ Boží (Theotokos), což je v rozporu s Nestoriovým učením.[74]
4. Čtvrtý ekumenický koncil v Chalcedonu v roce 451, kterému předsedal konstantinopolský patriarcha, 500 biskupů, potvrdil, že Ježíš je pravý Bůh a pravý člověk, bez smíšení obou přirozeností, což je v rozporu s monofyzitským učením.[75]
5. Pátým ekumenickým koncilem je druhý konstantinopolský v roce 553, který vykládá dekrety z Chalcedonu a dále vysvětluje vztah obou Ježíšových přirozeností; odsoudil také údajné Origenovo učení o preexistenci duše atd.[76]
6. Šestý ekumenický koncil je třetí konstantinopolský v roce 681; na rozdíl od učení monotelistů prohlásil, že Kristus má dvě vůle svých dvou přirozeností, lidskou a božskou.[77]
7. Sedmý ekumenický koncil byl svolán za císařovny regentky Ireny Athénské v roce 787, známý jako druhý nicejský. Podporuje uctívání ikon a zároveň zakazuje jejich kult. Často je označován jako „triumf pravoslaví“.[78]

Existují také dva další koncily, které někteří pravoslavní považují za ekumenické:
- Čtvrtý konstantinopolský koncil byl svolán v roce 879. Koncil obnovil Fotiův stolec v Konstantinopoli a odsoudil jakoukoli změnu Nicejsko-konstantinopolského vyznání víry z roku 381.
- Pátý konstantinopolský koncil byl vlastně sérií koncilů konaných v letech 1341–1351. Potvrdil hesychastickou teologii Řehoře Palamy a odsoudil filosofa Barlaama z Kalábrie.

### Další významné koncily
Kromě těchto koncilů se konala řada dalších významných koncilů, které měly dále definovat pravoslavnou pozici. Jedná se o konstantinopolské synody v letech 1484, 1583, 1755, 1819 a 1872, synodu v Iași v roce 1642 a panortodoxní synodu v Jeruzalémě v roce 1672. Další koncil byl svolán v červnu 2016, aby projednal mnohé novodobé fenomény, jiné křesťanské konfese, vztah východního pravoslaví k jiným náboženstvím a postní disciplíny.

### Římská/Byzantská říše

Hagia Sofia, největší kostel na světě a téměř tisíc let konstantinopolská patriarchální bazilika, později přestavěná na mešitu, pak na muzeum a pak zpět na mešitu

Konstantinopol je obecně považována za centrum a „kolébku pravoslavné křesťanské civilizace“. Od poloviny 5. století do počátku 13. století byla Konstantinopol největším a nejbohatším městem v Evropě. Východní křesťanská kultura dosáhla svého zlatého věku během vrcholného období Byzantské říše a po pádu Konstantinopole pokračovala v rozkvětu na Ukrajině a v Rusku. V Evropě vznikly četné autokefální církve: V Řecku, Gruzii, na Ukrajině, ale i v Rusku a Asii.
V roce 530 byl v Konstantinopoli za císaře Justiniána I. postaven chrám Svaté Moudrosti (Hagia Sofia), který se počínaje následnou byzantskou architekturou stal paradigmatickou podobou pravoslavného chrámu a jehož architektonický styl o tisíc let později napodobovaly osmanské mešity. Jako biskupské sídlo ekumenického konstantinopolského patriarchy zůstal největší katedrálou světa téměř tisíc let, až do dokončení sevillské katedrály v roce 1520. Hagia Sofia je popisována jako „chrám, který zaujímá jedinečné postavení v křesťanském světě“ a architektonická a kulturní ikona byzantské a pravoslavné civilizace. Je považována za ztělesnění byzantské architektury a údajně „změnila dějiny architektury“.

### Raná schizmata
Existují „nestoriánské“ církve, které vznikly jako reakce na Efezský koncil (431), což jsou nejstarší dochované východní křesťanské církve, které zachovávají víru pouze prvních dvou ekumenických koncilů, tj. prvního nicejského (325) a prvního konstantinopolského (381), jako legitimní. „Nestoriánský“ je cizí termín pro tradici, která vznikla před Nestoriovým vlivem a jejíž původ může být v určitých částech Antiochijské školy nebo prostřednictvím Nestoriových učitelů Theodora z Mopsuestie či Diodora z Tarsu. Moderní inkarnace „nestoriánské církve“ se běžně označuje jako „asyrská církev“ nebo plně jako asyrská církev Východu.
Církev v Egyptě (alexandrijský patriarchát) se po chalcedonském koncilu (451) rozdělila na dvě skupiny kvůli sporu o vztah mezi božskou a lidskou přirozeností Ježíše. To nakonec vedlo k tomu, že každá skupina anathematizovala tu druhou. Ti, kteří zůstali ve společenství s ostatními patriarchy (tím, že přijali Chalcedonský koncil), jsou dnes známí jako Řecká pravoslavná církev alexandrijská, kde přídavné jméno „řecká“ odkazuje na jejich vazby na řecky mluvící kulturu Byzantské říše.
Ti, kdo nesouhlasili se závěry chalcedonského koncilu, tvořili v Egyptě většinu. Dnes jsou známí jako koptská pravoslavná církev, která si zachovala samostatný patriarchát. Koptská pravoslavná církev je v současnosti největší křesťanskou církví v Egyptě a na celém Blízkém východě. K podobnému, i když menšímu rozkolu došlo také v Sýrii (Antiochijský patriarchát), který vyústil v oddělení Syrské pravoslavné církve od byzantského Antiochijského patriarchátu.
Ti, kteří nesouhlasili s Chalcedonským koncilem, se někdy nazývají „staré pravoslavné církve“, aby se odlišili od „pravoslavných“, kteří Chalcedonský koncil přijali. Pravoslavní jsou také někdy označováni jako „nechalcedonští“ nebo „antichalcedonští“. Pravoslavná církev popírá, že by byla monofyzitická, a dává přednost termínu „miafyzitská“, který označuje „sjednocenou“ Ježíšovu přirozenost (dvě přirozenosti spojené v jednu) v souladu s Cyrilovou teologií: „Termín sjednocení ... označuje shodu v jedné skutečnosti těch věcí, které jsou chápány jako sjednocené“ a „Slovo, které je s ním nevýslovně sjednoceno způsobem, který se vymyká jakémukoli popisu“ (Cyril Alexandrijský, O jednotě Kristově). To je definováno i v koptské liturgii, kde se zmiňuje: „Učinil ji [své lidství] jednotnou se svým božstvím bez smísení, bez záměny a bez změny“ a „Jeho božství se neoddělilo od jeho lidství ani na okamžik, ani na mrknutí oka.“ Nepřijímají Eutychovo učení ani eutychiánství. Obě pravoslavné církve se formálně považují za pokračovatele pravé církve.

### Konverze jižních a východních Slovanů
V devátém a desátém století křesťanství výrazně proniklo do pohanské Evropy, včetně Bulharska (864) a později Kyjevské Rusi (988). O toto dílo se zasloužili Cyril a Metoděj ze Soluně, dva bratři vybraní byzantským císařem Michalem III., aby splnili žádost Rastislava Moravského o učitele, kteří by mohli sloužit Moravanům v jejich vlastním jazyce. Cyril a Metoděj začali překládat bohoslužbu, další liturgické texty a evangelia spolu s některými dalšími biblickými texty do místních jazyků; postupem času, jak tyto překlady kopírovali mluvčí jiných dialektů, vznikl hybridní literární jazyk církevní slovanština. Cyril a Metoděj, původně vyslaní k obrácení velkomoravských Slovanů, byli nuceni soupeřit s franskými misionáři z římské diecéze; jejich žáci byli z Velké Moravy roku 886 vyhnáni a emigrovali do Bulharska.

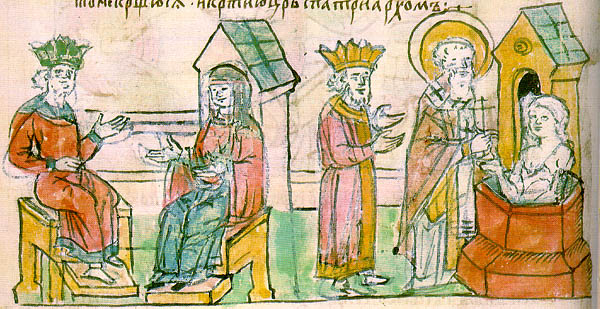
Křest kněžny Olgy v Konstantinopoli, miniatura z Radziwillské kroniky

Po christianizaci Bulharska v roce 864 měli pro pravoslavnou víru v první bulharské říši velký význam žáci Cyrila a Metoděje v Bulharsku, z nichž nejvýznamnější byli Kliment Ochridský a Naum Preslavský. V krátké době se jim podařilo připravit a poučit budoucí bulharské duchovenstvo o biblických textech a v roce 870 n. l. čtvrtý konstantinopolský koncil udělil Bulharům nejstarší organizovanou autokefální slovanskou pravoslavnou církev, která se krátce nato stala patriarchátem. Úspěch konverze Bulharů usnadnil konverzi východních Slovanů. Významnou událostí v tomto úsilí bylo vytvoření cyrilice v Bulharsku v Preslavské literární škole v 9. století; toto písmo bylo spolu s liturgickou starou církevní slovanštinou, nazývanou též starobulharština, prohlášeno v Bulharsku za oficiální v roce 893.
Dílo Cyrila a Metoděje a jejich žáků mělo velký vliv i na Srby, kteří přijímali křesťanství kolektivně po rodové a kmenové linii, což byl postupný proces, který probíhal mezi sedmým a devátým stoletím. Na památku svého křtu začala každá srbská rodina nebo kmen slavit výhradně srbský zvyk zvaný slava (svatý patron) zvláštním způsobem na počest světce, v jehož den přijali svátost křtu. Tento den je pro všechny Srby pravoslavného vyznání nejslavnostnějším dnem v roce a v dějinách srbského národa hraje zásadní roli. Slava zůstává oslavou obrácení srbského národa, kterému církev požehnala a prohlásila ho za církevní instituci.
Misionáři u východních a jižních Slovanů měli velký úspěch zčásti proto, že používali jejich rodný jazyk, a ne řečtinu, která byla převládajícím jazykem Byzantské říše, nebo latinu, jak to dělali římští kněží. Snad největším dědictvím jejich úsilí je ruská pravoslavná církev, která je největší z pravoslavných církví.

### Velké schizma (1054)
V 11. století došlo k tzv. velkému schizmatu mezi Římem a Konstantinopolí, které vedlo k rozdělení západní církve, katolické církve, a východních byzantských církví, nyní pravoslavných. Do rozkolu byly zapojeny doktrinální otázky, jako je klauzule filioque a autorita římského papeže, které však byly značně vyhroceny politickými faktory církve i státu a kulturními a jazykovými rozdíly mezi latiníky a Řeky. Pokud jde o papežskou svrchovanost, východní polovina byla rozčarována papežovou centralizací moci a také jeho zjevnými pokusy o vyloučení východní poloviny, pokud jde o papežská schválení. Dříve platilo, že při volbě nového papeže měl slovo císař, ale ke konci vrcholného středověku křesťané v Římě pomalu upevňovali moc a odstraňovali byzantský vliv. Avšak ještě před touto vylučovací tendencí ze Západu, dávno před rokem 1054, byly východní a západní polovina církve v neustálém konfliktu, zejména v období východního obrazoborectví a fotiánského schizmatu.

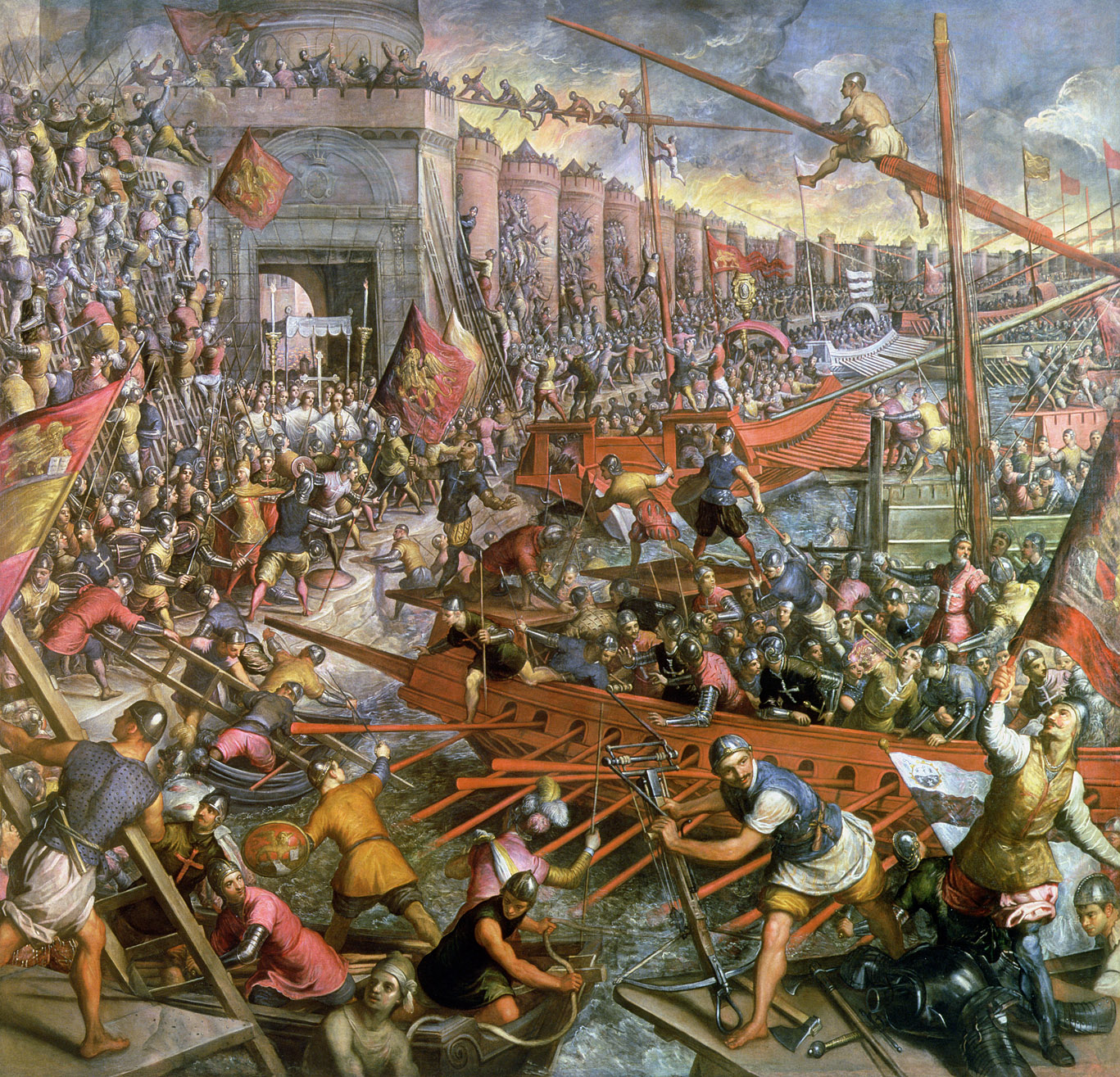
Latinští křižáci, kteří v roce 1204 vyplenili Konstantinopol, hlavní město pravoslavné Byzantské říše

Často se má za to, že k definitivnímu rozkolu došlo po dobytí a vyplenění Konstantinopole čtvrtou křížovou výpravou v roce 1204; k definitivnímu rozchodu s Římem došlo kolem roku 1450. Vyplenění Chrámu svaté Moudrosti a založení Latinské říše jako zdánlivý pokus o vytlačení pravoslavné Byzantské říše v roce 1204 je dodnes vnímáno s určitou záští. V roce 2004 papež Jan Pavel II. rozšířil formální omluvu za vyplenění Konstantinopole v roce 1204, které důrazně odsoudil i tehdejší papež Inocenc III.; omluvu formálně přijal konstantinopolský patriarcha Bartoloměj. Mnohé předměty, které byly v této době ukradeny, jako například svaté relikvie a poklady, se však dodnes nacházejí v různých evropských městech, zejména v Benátkách.
O sjednocení se pokusili dvakrát, na druhém lyonském koncilu v roce 1274 a na florentském koncilu v roce 1439. Florentský koncil nakrátko obnovil společenství mezi Východem a Západem, které trvalo až do pádu Konstantinopole v roce 1453. V každém případě však byly koncily odmítnuty pravoslavným lidem jako celkem a také florentská unie se stala politicky velmi obtížnou poté, co se Konstantinopol dostala pod osmanskou nadvládu. V následující době však několik místních pravoslavných křesťanských církví obnovilo unii s Římem, známou jako východní katolické církve. V posledních desetiletích 20. století a na začátku 21. století došlo k obnovení ekumenického ducha a dialogu mezi katolickou a pravoslavnou církví.

### Řecká církev pod osmanskou nadvládou
Byzantská říše se nikdy plně nevzpamatovala z vyplenění Konstantinopole v roce 1204. V následujících dvou stoletích došlo k prudkému úpadku jejího území i vlivu. V roce 1453 padla značně oslabená Byzantská říše do rukou Osmanské říše, čímž zanikl kdysi nejmocnější stát pravoslavného křesťanského světa, ne-li celého křesťanstva. V té době byl již zhruba sedm století pod muslimskou kontrolou Egypt, další významné centrum východního křesťanství; do 16. století se pod osmanskou nadvládu postupně dostala většina východních pravoslavných komunit v jihovýchodní Evropě.
Za vlády Osmanů získala řecká pravoslavná církev značnou moc jako samostatný millet. Ekumenický patriarcha byl náboženským a správním vládcem Rûmu, osmanské správní jednotky znamenající „Řím“, která zahrnovala všechny pravoslavné poddané říše bez ohledu na etnickou příslušnost. Ačkoli byla pravoslavná komunita právně podřízena muslimům a podléhala různým omezením, byla obecně tolerována a ponechána v řízení vlastních vnitřních záležitostí, a to jak po stránce náboženské, tak i právní. Až do rozpadu říše na počátku 20. století zůstávali pravoslavní křesťané největší nemuslimskou menšinou a v některých obdobích patřili k nejbohatším a politicky nejvlivnějším.

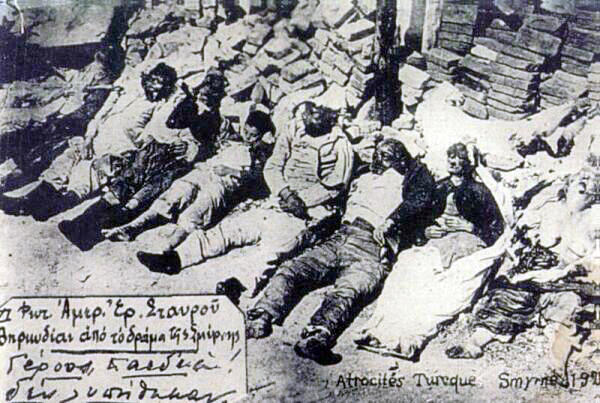
Řečtí pravoslavní zmasakrovaní během genocidy Řeků ve Smyrně v roce 1922

V letech 1914–1923 došlo v Malé Asii (Anatolii) ke genocidě Řeků ze strany Osmanů v důsledku napadení Turecka Řeky a následné řecko-turecké války (1919–1922). Během řecké genocidy bylo pronásledováno a zabito mnoho pravoslavných křesťanů. Vyvrcholením mučednictví byla katastrofa v Malé Asii, při níž bylo zabito velké množství pravoslavných. Mezi nimi bylo umučeno a umučeno 347 duchovních z oblasti Smyrny a smyrnský metropolita Chrysostomos. V letech 1923–1924 následovala povinná výměna obyvatelstva mezi Řeckem a Tureckem.

### Ruská pravoslavná církev v Ruské říši

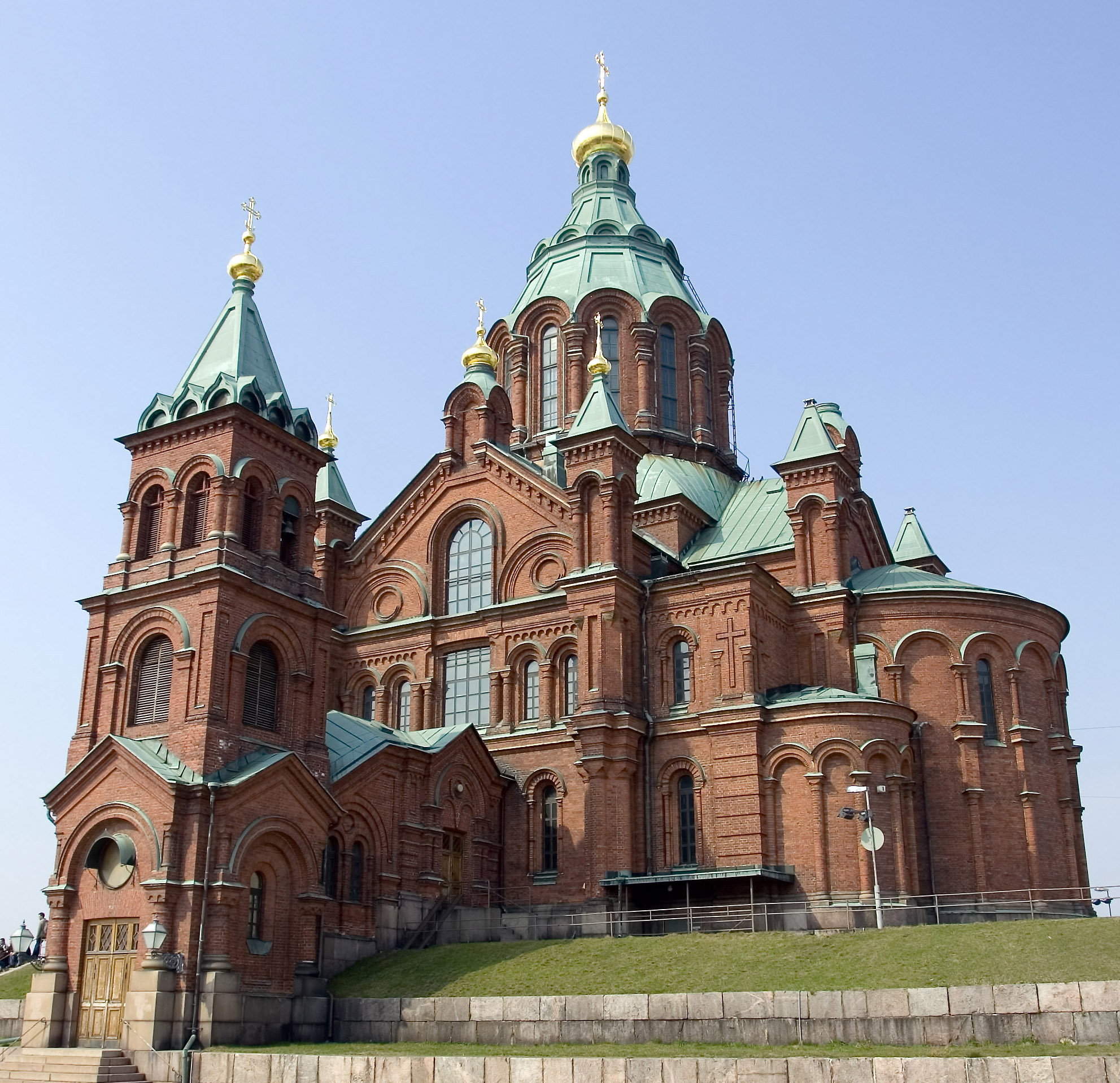
Uspenská katedrála, hlavní katedrála finské pravoslavné církve v Helsinkách ve Finsku, byla postavena za imperiálního Ruska.

V době, kdy se většina pravoslavných komunit dostala v polovině 15. století pod muslimskou nadvládu, bylo pravoslaví velmi silné v Rusku, které udržovalo úzké kulturní a politické vazby s Byzantskou říší; zhruba dvě desetiletí po pádu Konstantinopole se ruský král Ivan III. oženil se Sofií Palaiologinou, neteří posledního byzantského císaře Konstantina XI., a prohlásil se za cara („císaře“) nebo imperátora. V roce 1547 jeho vnuk Ivan IV., zbožný pravoslavný křesťan, upevnil tento titul jako „car celé Rusi“ a založil tak první centralizovaný ruský stát s Bohem jmenovanými vládci. V roce 1589 udělil konstantinopolský patriarchát Moskvě, hlavnímu městu nyní největšího pravoslavného křesťanského státu, autokefální status; město se poté označovalo za třetí Řím – kulturního a náboženského dědice Konstantinopole.
Až do roku 1666, kdy byl patriarcha Nikon sesazen carem, byla ruská pravoslavná církev nezávislá na státu. V roce 1721 první ruský car Petr I. patriarchát zcela zrušil a fakticky z církve učinil vládní oddělení, které řídil Nejsvětější synod složený z vyšších biskupů a světských úředníků jmenovaných samotným carem. Postupem času se císařské Rusko stylizovalo do role ochránce a patrona všech pravoslavných křesťanů, zejména těch v Osmanské říši.
Téměř 200 let, až do bolševické Říjnové revoluce v roce 1917, zůstávala ruská pravoslavná církev v podstatě vládní agenturou a nástrojem carské vlády. V různé míře byla využívána v carských rusifikačních kampaních a dokonce mohla vybírat daně od rolníků. Úzké vazby církve na stát vyvrcholily za Mikuláše I. (1825–1855), který výslovně učinil pravoslaví základní doktrínou imperiální jednoty a legitimity. Pravoslavná víra byla dále spjata s ruskou identitou a nacionalismem, zatímco církev byla dále podřízena zájmům státu. V důsledku toho začala být ruská pravoslavná církev spolu s carským režimem, k němuž patřila, prezentována bolševiky a dalšími ruskými revolucionáři jako nepřítel lidu.

### Pravoslavné církve pod vládou komunistů
Po Říjnové revoluci v roce 1917 část duchovenstva Ruské pravoslavné církve uprchla do zahraničí, aby unikla bolševickému pronásledování, a založila nezávislou exilovou církev, která se v roce 2007 znovu sjednotila se svým ruským protějškem. Některé akce proti pravoslavným kněžím a věřícím spolu s popravami zahrnovaly mučení, posílání do vězeňských táborů, pracovních táborů nebo psychiatrických léčeben. V prvních pěti letech po bolševické revoluci bylo popraveno 28 biskupů a 1 200 kněží.
Po útoku nacistického Německa na Sovětský svaz v roce 1941 oživil Josif Stalin ruskou pravoslavnou církev, aby posílil vlasteneckou podporu válečného úsilí. Do roku 1957 bylo aktivních přibližně 22 000 ruských pravoslavných chrámů. V roce 1959 však Nikita Chruščov zahájil vlastní kampaň proti ruské pravoslavné církvi a přinutil k uzavření asi 12 000 chrámů. Odhaduje se, že od revoluce do konce Chruščovovy éry bylo popraveno 50 000 duchovních. Členové církevní hierarchie byli uvězněni nebo vyhnáni a jejich místa zaujali poslušní duchovní, z nichž mnozí měli vazby na KGB. V roce 1985 zůstalo aktivních méně než 7 000 chrámů.
Albánie byla jediným státem, který se oficiálně prohlásil za plně ateistický. V některých dalších komunistických státech, jako například v Rumunsku, se rumunská pravoslavná církev jako organizace těšila relativní svobodě a dokonce prosperovala, i když pod přísnou kontrolou tajné policie. To však nevylučovalo bourání kostelů a klášterů v rámci širší systematizace (územní plánování) a státní pronásledování jednotlivých věřících. Jako příklad posledně jmenovaného vyniká Rumunsko, které provozovalo specializovanou instituci, v níž bylo mnoho pravoslavných (spolu s lidmi jiných vyznání) podrobeno psychologickému trestání nebo mučení a experimentům na kontrolu mysli, aby byli donuceni vzdát se svého náboženského přesvědčení. Toto zařízení však bylo podporováno pouze jednou frakcí v rámci režimu a trvalo pouhé tři roky. Komunistické úřady věznici v roce 1952 uzavřely a mnoho osob odpovědných za zneužívání potrestaly (dvacet z nich bylo odsouzeno k trestu smrti).

### Od postkomunismu do 21. století
Po rozpadu Sovětského svazu a následném pádu komunistických vlád v celém pravoslavném světě došlo k výraznému nárůstu křesťanského pravoslaví, zejména v Rusku. Podle Pew Research Religion & Public Life Project se mezi lety 1991 a 2008 podíl dospělých Rusů, kteří se označují za pravoslavné křesťany, zvýšil z 31 % na 72 %, a to na základě analýzy tří vln dat (1991, 1998 a 2008) z Mezinárodního programu sociálního výzkumu (ISSP), na němž spolupracují sociální vědci z přibližně 50 zemí.
Výzkum agentury Pew provedený v roce 2017 zjistil, že od počátku 20. století se celosvětově zdvojnásobil počet pravoslavných obyvatel, přičemž největší oživení nastalo v Rusku. V bývalém Sovětském svazu – kde žijí největší pravoslavné komunity – uvádějí pravoslavní křesťané, kteří se sami identifikovali, obecně nízkou úroveň dodržování předpisů a zbožnosti: V Rusku pouze 6 % dospělých pravoslavných křesťanů uvedlo, že chodí do kostela alespoň jednou týdně, 15 % uvádí, že náboženství je v jejich životě „velmi důležité“, a 18 % tvrdí, že se denně modlí; ostatní bývalé sovětské republiky vykazují podobně nízkou úroveň dodržování náboženských předpisů.

#### 1996
Od roku 1923 se Estonská pravoslavná církev oddělila od Ruské pravoslavné církve v důsledku uvěznění moskevského patriarchy Tichona a církev v Estonské republice přestala komunikovat s Ruskou církví. Požádala, aby byla podřízena přímo ekumenickému patriarchovi v Konstantinopoli a fungovala jako autonomní církev. V roce 1944 Sovětský svaz anektoval Estonsko a postavil estonskou pravoslavnou církev mimo zákon a násilně vrátil jejich církve pod kontrolu moskevského patriarchy. Nicméně primas církve, metropolita Alexandr, uprchl s 21 duchovními a 8 000 stoupenci do Švédska a založil tam synod působící po celou dobu studené války.
V roce 1993 byl synod Estonské pravoslavné církve v exilu znovu zaregistrován a 20. února 1996 Bartoloměj I. Konstantinopolský obnovil postavení církve jako podřízené Konstantinopoli, nikoliv Moskvě. Moskevský patriarcha Alexij II., který se v Estonsku narodil, tuto ztrátu území odmítl a 23. února přerušil styky s patriarchou Bartolomějem a odstranil své jméno z diptychu. Obě strany poté jednaly v Curychu a 16. května 1996 bylo dosaženo dohody. V něm by etnicky estonské obyvatelstvo Estonska spadalo pod jurisdikci Estonské apoštolské pravoslavné církve, zatímco etnicky ruské obyvatelstvo Estonska by spadalo pod jurisdikci Estonské pravoslavné církve Moskevského patriarchátu. Po podpisu dokumentu ruská církev obnovila společenství s pravoslavnou církví.

#### 2018
Od pokřtění Rusi v roce 867 stál v čele pravoslavné církve na Ukrajině metropolita kyjevský a celé Rusi, který byl podřízen konstantinopolskému ekumenickému patriarchovi, a od doby, kdy bylo území dobyto v haličsko-volyňských válkách, které skončily v roce 1392, bylo z velké části řízeno Polsko-litevským společenstvím. Polsko-Litevsko ztratilo území ve prospěch Ruska v rámci mírové dohody Velké severní války v roce 1654. V roce 1686 Dionýsius IV. z Konstantinopole převedl území na patriarchu moskevského a celé Rusi. V roce 1924 byly pravoslavné církve na Ukrajině kromě kyjevského metropolity ekumenickým patriarchou převedeny pod jurisdikci polské pravoslavné církve jako autonomní církev, avšak ruská církev s tímto převodem nikdy nesouhlasila ani jej neuznala, především kvůli tomu, že moskevský patriarcha Tichon a většina představitelů ruské církve byli uvězněni sovětskými úředníky. Sovětský svaz zpočátku vedl represivní politiku vůči pravoslavné církvi bez ohledu na její vyznání. Po zahájení nacistické invaze do Sovětského svazu však Josif Stalin přeměnil ruskou církev v propagandistický nástroj, aby zintenzivnil vlasteneckou podporu válečného úsilí. Po sovětském vítězství ve válce byly různé autonomní a nezávislé pravoslavné církve po celé východní Evropě násilně integrovány nebo znovu začleněny do ruské církve, včetně církve na Ukrajině. Mnoho církevních představitelů bylo v této době dosazeno a pečlivě sledováno NKVD, aby byla zajištěna podpora církve Sovětskému svazu.
Tato situace vedla ke vzniku konkurenčních, protiruských a protisovětských církví na Ukrajině, včetně Ukrajinské autokefální pravoslavné církve (UAOC), založené v roce 1917, která se prohlásila za obnovenou autonomní církev, jež existovala před rokem 1686, ale ve 30. letech 20. století byla na sovětské Ukrajině zlikvidována. Církev byla z velké části podporována ukrajinskými emigranty a diasporou a v roce 1991 ji ukrajinská vláda obnovila jako právně uznanou církev. V roce 1992 vznikla Ukrajinská pravoslavná církev – Kyjevský patriarchát (UPC-KP), kterou založili členové ruské církve vyloučení z církve za neposlušnost, spolu s podporou ukrajinské emigrace. Tato církev předložila na svém ustavujícím synodu v Kyjevě v roce 1992 žádost o ukrajinskou autokefalii. Tyto církve konkurovaly Ukrajinské pravoslavné církvi (UOC-MP), ruské církvi na Ukrajině.
Dne 11. října 2018 Svatý synod Konstantinopolského ekumenického patriarchátu zrušil vydaný dopis Ruské církve, který jí umožňoval vysvěcení kyjevského metropolity, obnovil stavropegii v Kyjevě a zrušil exkomunikaci členů UAOC a UOC-KP ze strany Ruské církve. V reakci na to Svatý synod Ruské pravoslavné církve 15. října přerušil veškeré vazby s Konstantinopolským ekumenickým patriarchátem a zakázal všem členům Ruské církve přijímat společenství a svátosti z jakýchkoli církví s vazbami na Ekumenický patriarchát. 15. prosince 2018 UAOC a UOC-KP odhlasovaly sloučení v rámci sjednocovacího sněmu východních pravoslavných církví Ukrajiny, čímž vznikla obnovená Pravoslavná církev Ukrajiny, přičemž prvním primasem sjednocené církve se stal Epifanius I. Ukrajinský z UOC-KP. 5. ledna 2019 Bartoloměj I. podepsal oficiální tomos, kterým udělil autokefalitu Pravoslavné církvi Ukrajiny.
Kromě přerušení vztahů s ekumenickým patriarchátem přerušila ruská církev také společenství s aténským arcibiskupem Ieronymosem II., primasem řecké církve, alexandrijským patriarchou Theodorem II., a kyperským arcibiskupem Chrysostomosem II. V reakci na přerušení vazeb s ekumenickým patriarchátem hlasovala Archiepiskopie západoevropských farností ruské tradice (AROCWE) o svém rozpuštění, ačkoli hlasování neprošlo, vedlo k rozkolu v AROCWE, kdy několik církví odešlo a vytvořilo „Vikariát ruské tradice metropolie Francie“, zatímco Jean (Renneteau), hlava AROCWE, se osobně připojil k Ruské církvi. Kromě toho během ruské invaze na Ukrajinu v roce 2022 UOC-MP přerušila veškeré styky s ruskou církví.

## Organizace a vedení

Časová osa zobrazující hlavní autokefální pravoslavné církve z východního pravoslavného pohledu do roku 2022

Kanonická území hlavních autokefálních a autonomních východních pravoslavných jurisdikcí od roku 2022

Pravoslavná církev je společenstvím autokefálních (řecky samostatných) církví, přičemž ekumenický konstantinopolský patriarcha má status primus inter pares. Konstantinopolský patriarcha má čest primátu, ale jeho titul je pouze první mezi rovnými a nemá žádnou skutečnou autoritu nad jinými církvemi než konstantinopolskou a stanovené výsady vykládá ekumenický patriarcha, ačkoli někdy byl úřad ekumenického patriarchy obviňován z konstantinopolského nebo východního papismu.
Pravoslavná církev považuje Ježíše Krista za hlavu církve a církev za jeho tělo. Věří se, že autorita a Boží milost se přímo předává pravoslavným biskupům a duchovním prostřednictvím vkládání rukou – praxe, kterou začali apoštolové, a že toto nepřerušené historické a fyzické spojení je základním prvkem pravé církve – Sk 8, 17 (Kral, ČEP); 1Tim 4, 14 (Kral, ČEP); Žd 6, 2 (Kral, ČEP). Pravoslavní tvrdí, že apoštolská posloupnost vyžaduje apoštolskou víru a biskupové bez apoštolské víry, kteří jsou v herezi, ztrácejí nárok na apoštolskou posloupnost. Pravoslavné církve se od ostatních křesťanských církví odlišují praktikováním „rituálu a liturgie ... bohaté na tajemství a symboliku“, podobně jako jejich názory na svátosti.
Pravoslavné společenství je organizováno do několika regionálních církví, které jsou buď autokefální („samovládné“), nebo autonomní (řecký výraz pro „samosprávné“) církevní orgány nižšího stupně, jednotné v teologii a bohoslužbě. Patří mezi ně čtrnáct autokefálních církví z Konstantinopole, Alexandrie, Antiochie, Jeruzaléma, Gruzie, Kypru, Bulharska, Srbska, Ruska, Řecka, Polska, Rumunska, Albánie a České republiky a Slovenska, které byly oficiálně pozvány na Panortodoxní koncil v roce 2016; Pravoslavná církev v Americe vzniklá v roce 1970; autokefální Pravoslavná církev Ukrajiny vytvořená v roce 2019; Makedonská pravoslavná církev – Ochridské arcibiskupství, které Srbská pravoslavná církev udělila autokefalii v roce 2022; a také řada autonomních církví. Každá z církví má svého vládnoucího biskupa a svatý synod, který spravuje její jurisdikci a vede pravoslavnou církev k zachování a učení apoštolských a patristických tradic a církevní praxe.
Každý biskup má své území, které spravuje. Jeho hlavním úkolem je dbát na zachování tradic a zvyklostí pravoslavné církve. Biskupové jsou si v autoritě rovni a nemohou zasahovat do jurisdikce jiného biskupa. Administrativně jsou tito biskupové a jejich území organizováni do různých autokefálních skupin nebo biskupských synod, které se scházejí nejméně dvakrát ročně, aby projednaly stav věcí v rámci svých biskupství. Ačkoli biskupové a jejich autokefální synody mají možnost vydávat pokyny v jednotlivých případech, jejich kroky obvykle nevytvářejí precedenty, které by ovlivňovaly celou pravoslavnou církev. Biskupové jsou téměř vždy vybíráni z řad mnichů a musí zůstat svobodní.

### Církevní koncily

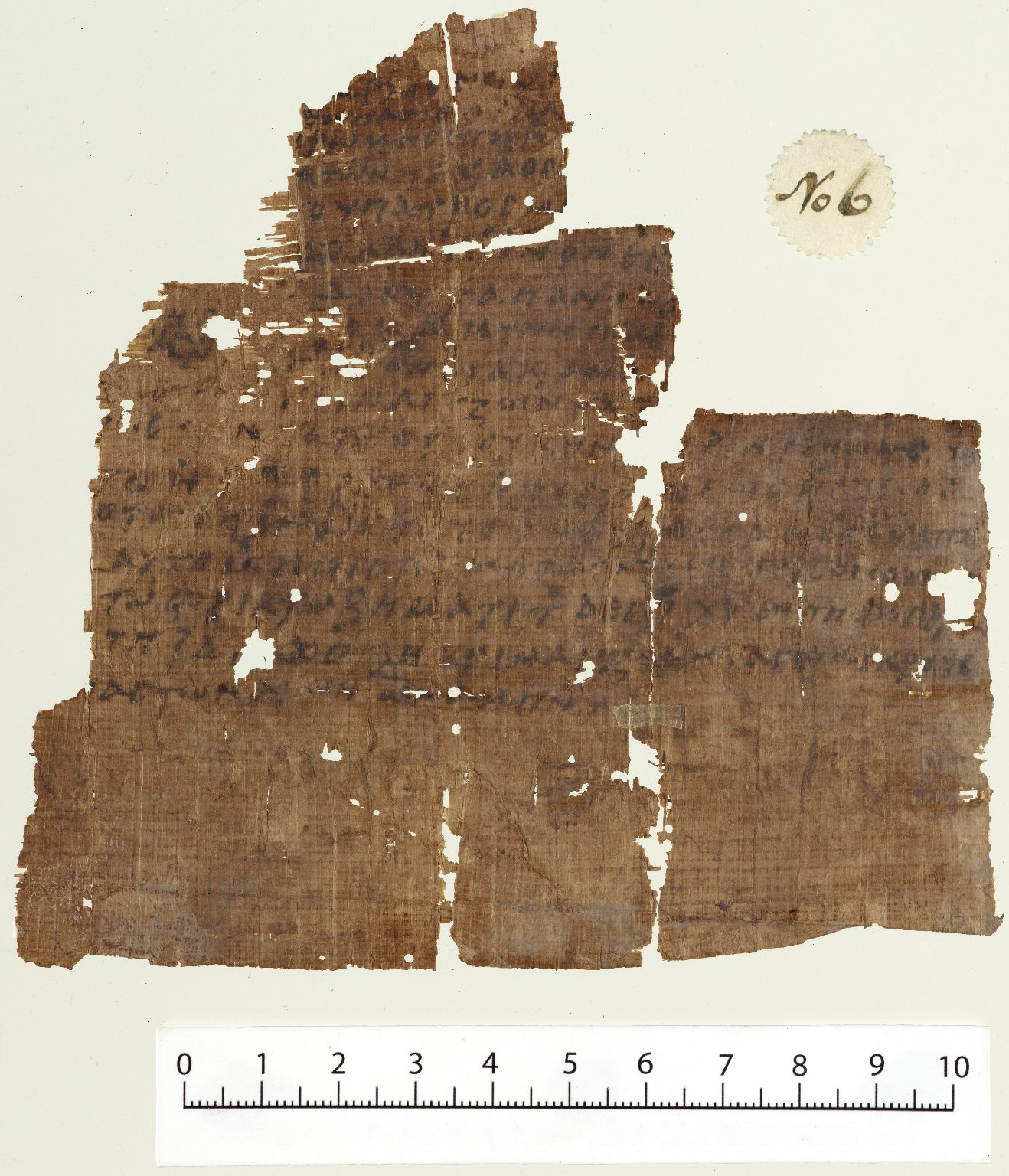
Nejstarší dochovaný rukopis Nicejského vyznání víry z pátého století

Ekumenické koncily měly demokratickou formu, každý biskup měl jeden hlas. Členové římského/byzantského císařského dvora, opati, kněží, jáhni, mniši a laici, ačkoli byli přítomni a mohli před koncilem promluvit, neměli právo hlasovat. Hlavním cílem těchto velkých synod bylo ověřit a potvrdit základní přesvědčení velké křesťanské církve jako pravdu a odstranit jako kacířství jakékoli falešné učení, které by křesťanskou církev ohrožovalo. Římský papež v té době zastával pozici primus inter pares („první mezi rovnými“), a přestože nebyl přítomen na žádném z koncilů, tento titul mu zůstal až do schizmatu mezi Východem a Západem v roce 1054.
Pravoslavnou pozici pomohly definovat i další koncily, konkrétně Trullská synoda, konstantinopolské synody v letech 879–880, 1341, 1347, 1351, 1583, 1819 a 1872, Synoda v Iași v roce 1642 a Panortodoxní synoda v Jeruzalémě v roce 1672; Panortodoxní koncil, který se konal v Řecku v roce 2016, byl jediným takovým východním pravoslavným koncilem v moderní době.
Podle východního pravoslavného učení nedává pozice „prvního mezi rovnými“ biskupovi, který ji zastává, žádnou další moc nebo autoritu, ale spíše to, že tato osoba sedí jako organizační hlava rady rovných (jako prezident).
Jedním z rozhodnutí prvního konstantinopolského koncilu (druhého ekumenického koncilu, který se sešel v roce 381), které podpořily i pozdější koncily, bylo, že konstantinopolský patriarcha má mít stejnou čest jako římský papež, protože Konstantinopol byla považována za „Nový Řím“. Podle třetího kánonu druhého ekumenického koncilu: „Protože [Konstantinopol] je novým Římem, má konstantinopolský biskup požívat čestných výsad po římském biskupovi“.
28. kánon čtvrtého ekumenického koncilu tento bod upřesnil, když uvedl: „Otcové totiž právem udělili výsady starému Římu, protože to bylo královské město. A sto padesát nejsvětějších biskupů (tj. druhý ekumenický koncil v roce 381) vedeno stejnou úvahou udělilo stejná privilegia nejsvětějšímu stolci Nového Říma, spravedlivě soudíce, že město, které je poctěno svrchovaností a senátem a požívá stejných privilegií jako starý císařský Řím, má být i v církevních záležitostech zvelebeno tak, jak je.“
Kvůli schizmatu již pravoslavní neuznávají primát římského papeže. Konstantinopolský patriarcha proto nyní, stejně jako před ním papež, požívá titulu „první mezi rovnými“.

### Stoupenci
Další informace: Východní pravoslaví podle země

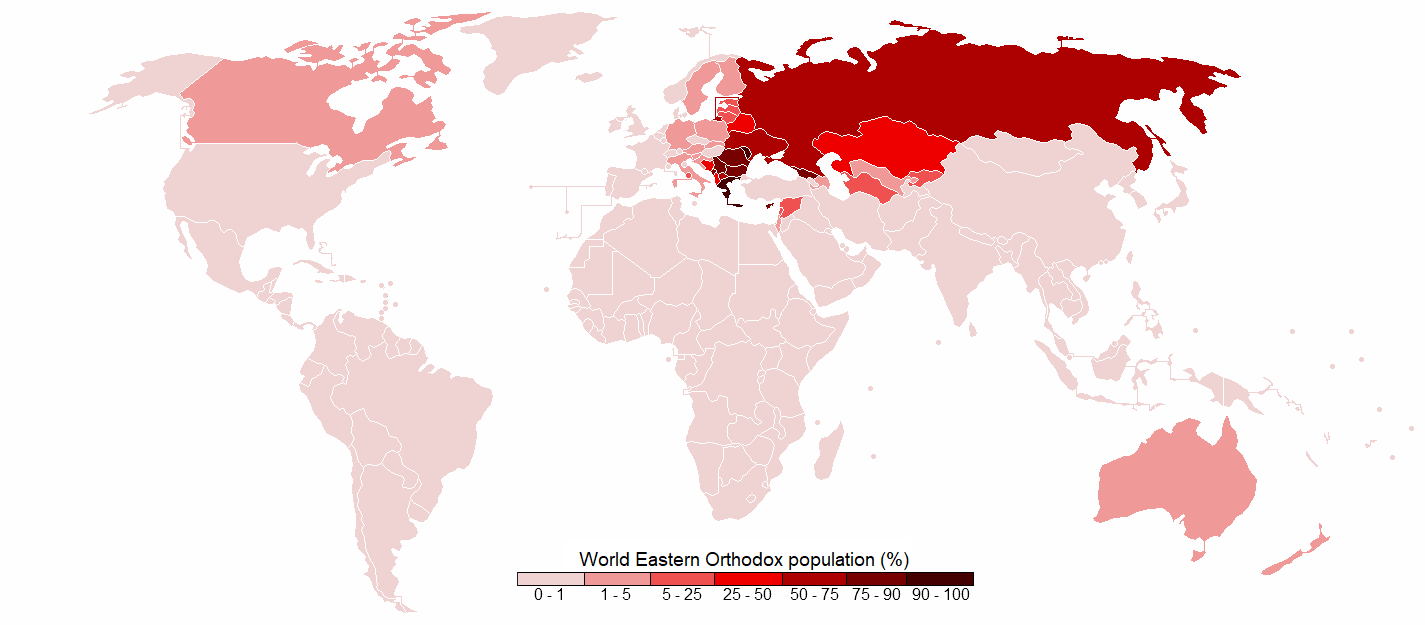
Procentuální rozdělení východních pravoslavných křesťanů podle zemí

Podle nejspolehlivějších odhadů, které jsou v současnosti k dispozici, se k východnímu pravoslaví hlásí přibližně 220 milionů lidí na celém světě, což z něj činí druhé největší křesťanské společenství na světě po katolické církvi.
Podle Ročenky mezinárodní náboženské demografie z roku 2015 tvořilo v roce 2010 pravoslavné obyvatelstvo 4 % světové populace, což je pokles ze 7,1 % v roce 1910. Studie rovněž zjistila pokles v poměrném vyjádření, kdy v roce 2015 tvořili pravoslavní křesťané 12,2 % z celkového počtu křesťanů na světě ve srovnání s 20,4 % o sto let dříve. K podobným číslům dospěla i zpráva Pew Research Center z roku 2017, která konstatuje, že východní pravoslaví zaznamenalo pomalejší růst a menší geografické rozšíření než katolicismus a protestantismus, které byly poháněny kolonialismem a misionářskou činností po celém světě.
Více než dvě třetiny všech příslušníků pravoslavné církve jsou soustředěny v jižní Evropě, východní Evropě a Rusku, významné menšiny jsou ve střední Asii a Levantě. V posledním století se však východní pravoslaví více globalizovalo a zaznamenalo větší růst v západní Evropě, Americe a některých částech Afriky; církve jsou přítomny ve velkých městech většiny zemí. Stoupenci tvoří největší jednotlivou náboženskou komunitu v Rusku – kde žije zhruba polovina východních pravoslavných křesťanů na světě – a většinu na Ukrajině, v Rumunsku, v Bělorusku, v Řecku, v Srbsku, v Bulharsku, v Moldavsku, v Gruzii, v Severní Makedonii, na Kypru a v Černé Hoře; komunity také ovládají sporná území Abcházie, Jižní Osetie a Podněstří. Významné pravoslavné menšiny existují v Bosně a Hercegovině, Lotyšsku, Estonsku, Kazachstánu, Kyrgyzstánu, Libanonu, Albánii, Sýrii a mnoha dalších zemích.
Východní pravoslaví je nejrychleji rostoucím náboženstvím v některých západních zemích, především díky pracovní migraci z východní Evropy a v menší míře díky konverzím. V Irsku se počet východních pravoslavných obyvatel mezi lety 2006 a 2011 zdvojnásobil. Největší komunity v západní Evropě mají Španělsko a Německo, každá zhruba 1,5 milionu, následuje Itálie s přibližně 900 tisíci a Francie s 500 až 700 tisíci.
Ve čtyřech amerických zemích žije více než 100 000 pravoslavných křesťanů: Kromě Kanady, Mexika, Brazílie a Spojených států měly všechny tyto země na přelomu 19. a 20. století méně než 20 000 věřících. Ve Spojených státech se od roku 1910 více než zečtyřnásobila jejich komunita, ze 460 000 na 1,8 milionu v roce 2017; v důsledku toho roste i počet východních pravoslavných farností, jejichž počet se mezi lety 2000 a 2010 zvýšil o 16 %.:2:9:4, 21, 36, 39, 53, 93
V Turecku, které kdysi po staletí patřilo k největším východním pravoslavným komunitám, klesl celkový počet křesťanů ze zhruba pětiny v roce 1914 na 2,5 % v roce 1927. To bylo způsobeno především rozpadem Osmanské říše, kdy se většina křesťanských území stala nezávislými státy. Zbývající křesťanská populace se dále snížila v důsledku rozsáhlých genocid proti arménské, řecké a asyrské komunitě, následné výměny obyvatelstva mezi Řeckem a Tureckem a Bulharskem a Tureckem a s tím související emigrace křesťanů do cizích zemí (většinou v Evropě a Americe). V současné době tvoří pouze 0,2 % obyvatel Turecka Židé nebo různé křesťanské denominace (320 000).

## Teologie

### Nejsvětější Trojice
Pravoslavní křesťané věří v Trojici, tři odlišné božské osoby (hypostase), které se mezi sebou nepřekrývají ani nemodalizují a které mají jednu božskou podstatu (ousia, řecky οὐσία) – nestvořenou, nehmotnou a věčnou. Tyto tři osoby se obvykle rozlišují podle jejich vzájemného vztahu. Otec je věčný a není zplozen a nepochází z nikoho, Syn je věčný a zplozen z Otce a Duch svatý je věčný a pochází z Otce. Pravoslavné učení o Trojici je shrnuto v Nicejském vyznání víry.
Pravoslavní křesťané věří v monoteistické pojetí Boha (Bůh je jen jeden), který je jak transcendentní (zcela nezávislý na hmotném vesmíru a vzdálený od něj), tak imanentní (zapojený do hmotného vesmíru). Pravoslavná teologie při pojednání o Božím vztahu ke stvoření rozlišuje mezi Boží věčnou podstatou, která je zcela transcendentní, a jeho nestvořenými energiemi, jimiž se Bůh dostává k lidstvu. Bůh, který je transcendentní, a Bůh, který se dotýká lidstva, jsou jedno a totéž. To znamená, že tyto energie nejsou něčím, co pochází od Boha nebo co Bůh vytváří, ale spíše jsou samotným Bohem: jsou odlišné, ale neoddělitelné od Božího vnitřního bytí. Tento názor se často nazývá palamismus.
Při chápání Trojice jako „jednoho Boha ve třech osobách“ se "tři osoby" nemají zdůrazňovat více než „jeden Bůh“ a naopak. Tři osoby jsou sice odlišné, ale jsou sjednoceny v jedné božské podstatě a jejich jednota se projevuje ve společenství a jednání tak dokonale, že o nich nelze uvažovat odděleně. Například jejich spása lidstva je činností, kterou vykonávají společně: „Kristus se stal člověkem z dobré vůle Otce a za spolupráce Ducha svatého. Kristus posílá Ducha svatého, který vychází z Otce, a Duch svatý utváří Krista v našich srdcích, a tak je oslaven Bůh Otec“ – Mt 24, 7 (Kral, ČEP). Jejich „společenství podstaty“ je „nedělitelné“. Trojiční terminologie – esence, hypostaze atd. se používá „filosoficky“, „aby se odpovědělo na představy heretiků“ a „aby se termíny umístily tam, kde oddělují blud a pravdu.“ Slova dělají, co mohou, ale podstata Trojice v její plnosti podle přesvědčení zůstává mimo lidské chápání a vyjádření, je to svaté tajemství, které lze pouze zakusit.

### Hřích, spása a vtělení

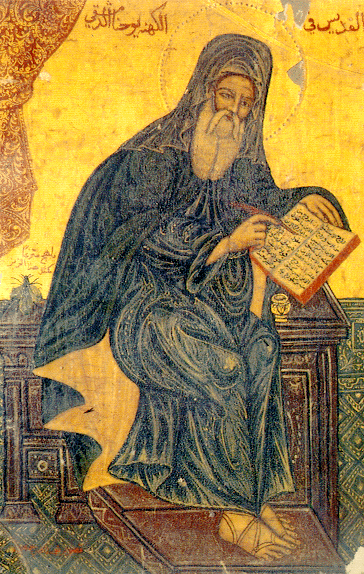
Jan z Damašku

Když pravoslavní křesťané mluví o padlé přirozenosti, neříkají, že se lidská přirozenost stala zlou sama o sobě. Lidská přirozenost je stále utvářena k obrazu Božímu, lidé jsou stále Božím stvořením a Bůh nikdy nestvořil nic zlého, ale padlá přirozenost zůstává otevřená zlým úmyslům a činům. Mezi východními pravoslavnými se někdy říká, že lidé mají „sklon k hříchu“; to znamená, že některé hříšné věci lidi přitahují. Je přirozeností pokušení, že hříšné věci se zdají být tím přitažlivější, a je to padlá přirozenost lidí, která tuto přitažlivost vyhledává nebo jí podléhá. Pravoslavní křesťané odmítají augustinovské stanovisko, že potomci Adama a Evy jsou vlastně vinni prvotním hříchem svých předků.
Od pádu člověka je tedy dilematem lidstva, že žádný člověk nemůže obnovit svou přirozenost do jednoty s Boží milostí; bylo nutné, aby Bůh provedl v lidské přirozenosti další změnu. Pravoslavní křesťané věří, že Ježíš Kristus byl absolutně a zcela Bohem i člověkem, měl dvě přirozenosti nedělitelně: věčně zplozený z Otce ve svém božství, narodil se ve svém lidství z ženy, Marie, s jejím souhlasem, skrze seslání Ducha svatého. Žil na zemi, v čase a dějinách, jako člověk. Jako člověk také zemřel a odešel na místo mrtvých, kterým je Hádes. Protože však byl Bůh, ani smrt, ani Hádes ho nemohly zadržet a on ve svém lidství mocí Ducha svatého znovu vstal k životu, čímž zničil moc Hádu i samotné smrti.
Tím, že Kristus zničil moc Hádu držet lidstvo jako rukojmí, zpřístupnil cestu ke spáse všem spravedlivým, kteří zemřeli od počátku času, a zachránil tak mnohé, včetně Adama a Evy, kteří jsou v církvi připomínáni jako svatí.

### Kristovo vzkříšení

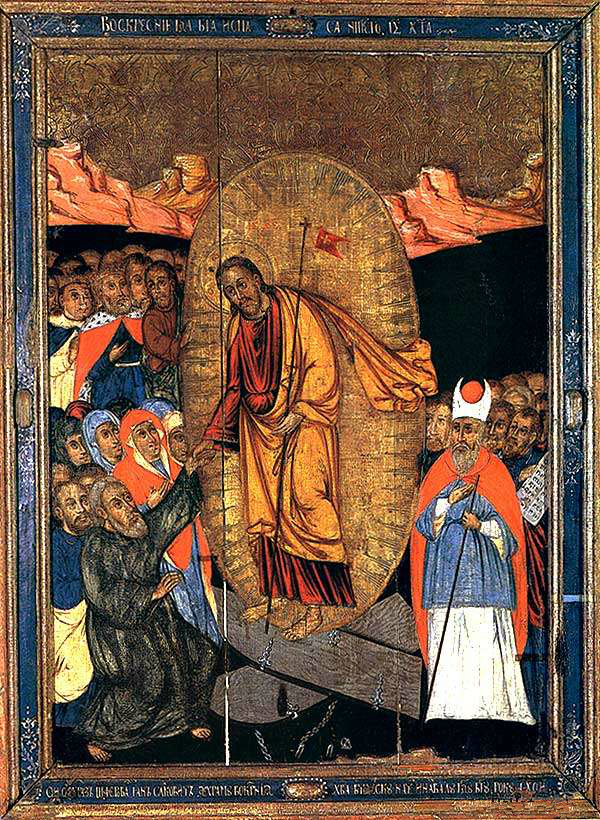
Ruská pravoslavná ikona Vzkříšení ze 17. století

Pravoslavná církev chápe Ježíšovu smrt a vzkříšení jako skutečné historické události, jak jsou popsány v evangeliích Nového zákona.

### Křesťanský život
Církevní učení říká, že pravoslavní křesťané vstupují křtem do nového života spásy skrze pokání, jehož cílem je účast na Božím životě skrze působení Ducha svatého. Život východního pravoslavného křesťana je duchovní poutí, na níž každý člověk prostřednictvím napodobování Krista a hesychasmu pěstuje praxi neustálé modlitby. Každý život se odehrává v rámci života církve jako úd Kristova těla. Tehdy se skrze oheň Boží lásky v působení Ducha svatého každý člen stává svatějším, plněji sjednoceným s Kristem, počínaje tímto životem a pokračuje v dalším. Církev učí, že každý, kdo se narodil k Božímu obrazu, je povolán k theosis, naplnění obrazu v podobnosti s Bohem. Bůh Stvořitel, který má božství od přirozenosti, nabízí každému člověku účast na božství tím, že spolupracuje na přijetí jeho daru milosti.
Pravoslavná církev, která sama sebe chápe jako Tělo Kristovo a podobně chápe i křesťanský život, který má vést ke sjednocení všech údů jeho těla v Kristu, vnímá církev jako společenství všech Kristových údů, těch, kteří nyní žijí na zemi, a také všech, kteří v průběhu věků přešli do nebeského života. „Obecně“ východní pravoslaví vidí církev „jako čistě mystické tělo, jehož pochopení nelze dosáhnout rozvojem racionální nebo přirozené teologie“.
Církev zahrnuje křesťanské svaté všech dob a také soudce, proroky a spravedlivé Židy první smlouvy, Adama a Evu, dokonce i anděly a nebeské zástupy. Při východních pravoslavných bohoslužbách uctívají pozemští členové spolu s nebeskými členy Boha jako jedno společenství v Kristu, ve spojení, které přesahuje čas a prostor a spojuje nebe se zemí. Tato jednota církve se někdy nazývá společenství svatých.

#### Pravoslavný řád sv. Benedikta
Řád svatého Benedikta je sdružení mnichů pravoslavné církve, kteří se snaží žít podle Řehole svatého Benedikta. Ekvivalentní mnišský řád v katolické církvi je znám jako Řád svatého Benedikta, zkráceně OSB.
Ve Spojených státech má Antiochijská pravoslavná arcidiecéze Severní Ameriky nejméně jeden benediktinský klášter.
V rámci Ruské pravoslavné církve je mimo Rusko několik benediktinských mnišských domů, skit a pousteven, které jsou stavropegiálně podřízeny přímo metropolitovi. Pro pravoslavné laiky existuje oblátský program Ruské pravoslavné církve svatého Benedikta v Oklahoma City v Oklahomě.

### Panna Maria a další svatí

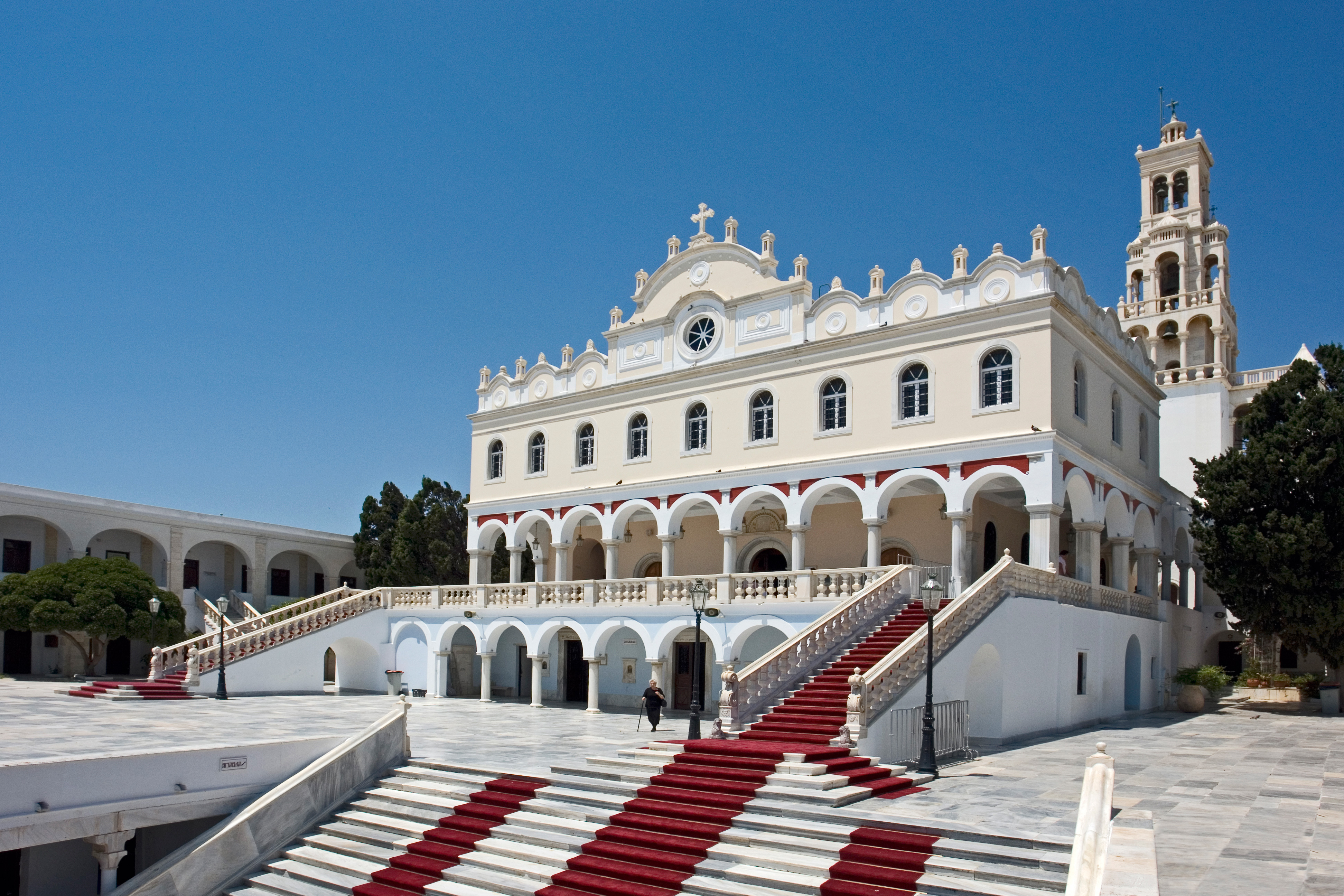
Panna Maria z Tinosu je hlavní mariánskou svatyní v Řecku

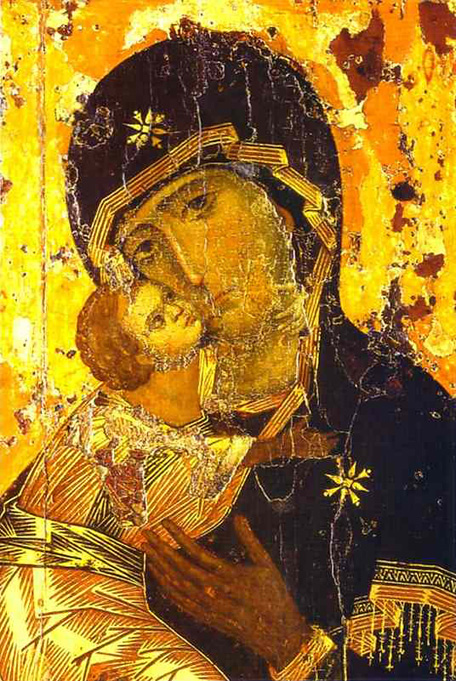
Matka Boží Vladimirská, jedna z nejuctívanějších pravoslavných ikon Panny Marie

Pravoslavná církev považuje smrt a odloučení těla od duše za nepřirozené – za důsledek pádu člověka. Zastávají také názor, že církevní obec tvoří živí i mrtví. Všechny osoby, které se v současné době nacházejí v nebi, jsou považovány za svaté, ať už jsou jejich jména známa, nebo ne. Existují však význační svatí, které Bůh zjevil jako obzvláště dobré příklady. Když je svatý zjeven a nakonec uznán velkou částí církve, slaví se bohoslužba oficiálního uznání (glorifikace).
To z dotyčného „neudělá“ světce; pouze se tím uzná tato skutečnost a oznámí se to ostatním členům církve. Pro oslavu světce je stanoven den, skládají se hymny a vytvářejí se ikony. Každý den v roce se slaví řada světců. Jsou uctíváni (je jim prokazována velká úcta a láska), ale nejsou bohoslužebně oslavováni, neboť bohoslužba náleží pouze Bohu (tento názor zastávají také starobylé východní církve a katolická církev). Tím, že pravoslavní projevují svatým tuto lásku a žádají je o modlitby, projevují svou víru, že svatí tímto způsobem napomáhají procesu spásy ostatních.
Mezi svatými má přední místo Panna Maria (běžně nazývaná Theotokos nebo Bogorodica: „Matka Boží“). V pravoslavné teologii je Matka Boží naplněním starozákonních archetypů zjevených v Arše úmluvy (protože nesla Novou smlouvu v osobě Krista) a v hořícím keři, který se zjevil před Mojžíšem (symbolizuje, že Matka Boží nese Boha, aniž by byla strávena).
Pravoslavní věří, že Kristus byl od okamžiku svého početí plně Bohem i člověkem. Maria je proto nazývána Theotokos nebo Bogorodička jako potvrzení božství toho, koho porodila. Věří se také, že její panenství nebylo při početí vtěleného Boha dotčeno, že jí nebylo nijak ublíženo a že zůstala navždy pannou. Písemné zmínky o „bratrech“ Krista jsou vykládány jako příbuzenské, vzhledem k tomu, že slovo „bratr“ bylo používáno ve více významech, stejně jako výraz „otec“. Vzhledem ke svému jedinečnému místu v dějinách spásy je Maria ctěna nad všechny ostatní svaté a zvláště uctívána pro velké dílo, které skrze ni Bůh vykonal.
Pravoslavná církev považuje těla všech svatých za svatá, která se jimi stala díky účasti na svatých tajemstvích, zejména na přijímání svatého Kristova těla a krve, a díky přebývání Ducha svatého v církvi. Skutečnost, že osoby a fyzické věci mohou být učiněny svatými, je základním kamenem učení o vtělení, které Bůh ve starozákonních dobách zjevil také přímo svým přebýváním v Arše úmluvy. Za svaté jsou tedy považovány i fyzické předměty spojené se svatými, a to díky jejich účasti na pozemských skutcích těchto svatých. Podle církevního učení a tradice svědčí o této svatosti relikvií svatých sám Bůh prostřednictvím mnoha zázraků s nimi spojených, které se v dějinách od biblických dob objevují, často včetně uzdravení z nemocí a zranění.

### Eschatologie

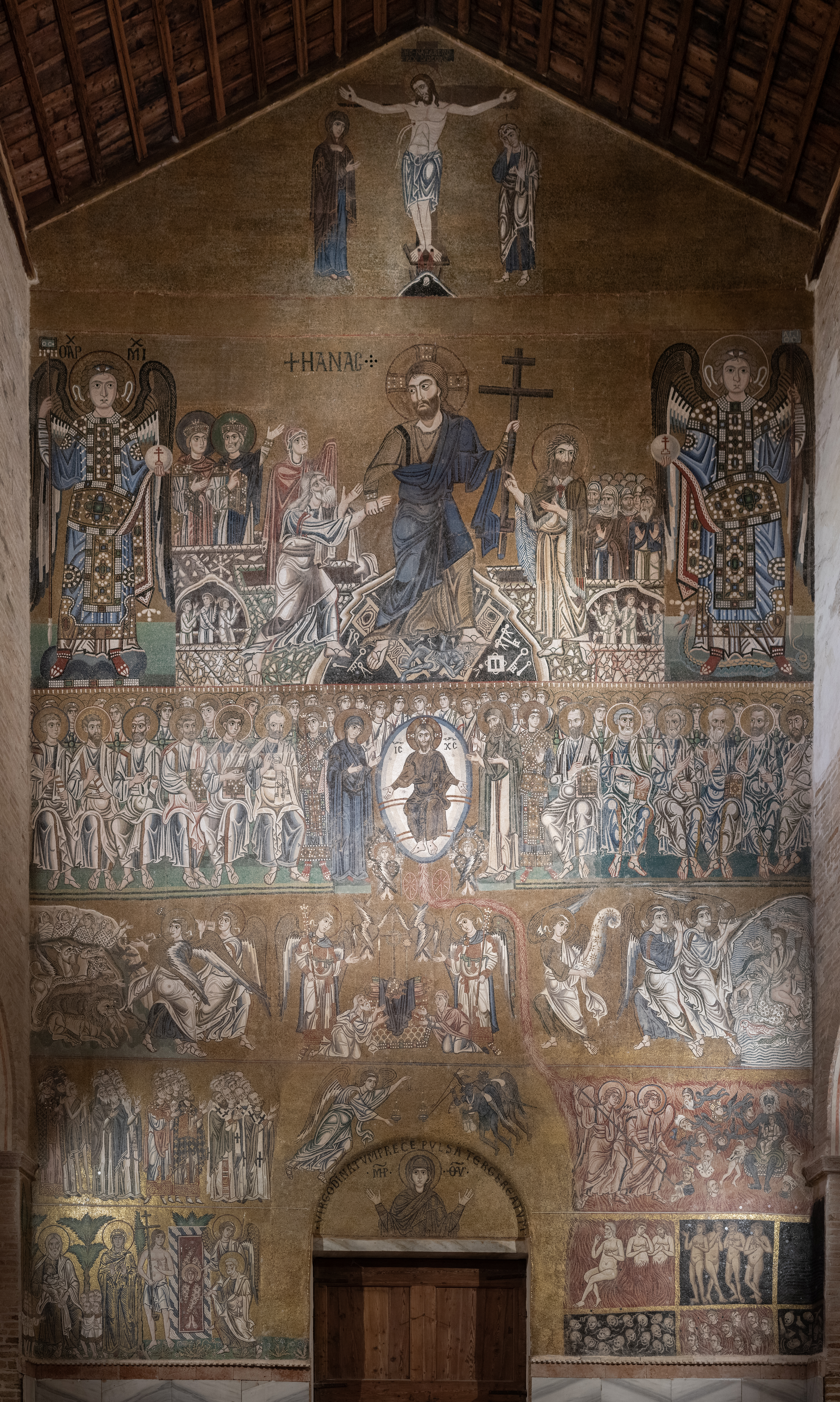
Poslední soud: Byzantská mozaika z 12. století z katedrály v Torcellu

Pravoslavní křesťané věří, že když člověk zemře, duše se dočasně oddělí od těla. Ačkoli může krátce zůstat na zemi, nakonec je po soukromém soudu doprovázena buď do ráje (Abrahamova lůna), nebo do temnoty Hádu. Pravoslavní neuznávají učení o očistci, které zastává katolicismus. Zkušenost duše s některým z těchto stavů je pouze „předzvěstí“ – prožívá ji pouze duše – až do Posledního soudu, kdy se duše a tělo znovu spojí.
Pravoslavní věří, že stav duše v Hádu může být ovlivněn láskou a modlitbami spravedlivých až do Posledního soudu. Z tohoto důvodu církev nabízí zvláštní modlitbu za zemřelé třetí den, devátý den, čtyřicátý den a rok po smrti pravoslavného křesťana. V průběhu roku je také několik dní, které jsou vyhrazeny pro všeobecnou vzpomínku na zemřelé, někdy i na nevěřící. Tyto dny obvykle připadají na sobotu, protože právě v sobotu ležel Kristus v hrobě.
Pravoslavní věří, že po posledním soudu:
- Všechny duše se znovu spojí se svými vzkříšenými těly.
- Všechny duše plně prožijí svůj duchovní stav.
- Po dosažení dokonalosti budou svatí navždy postupovat k hlubší a plnější lásce k Bohu, která se rovná věčnému štěstí.[230]

### Bible

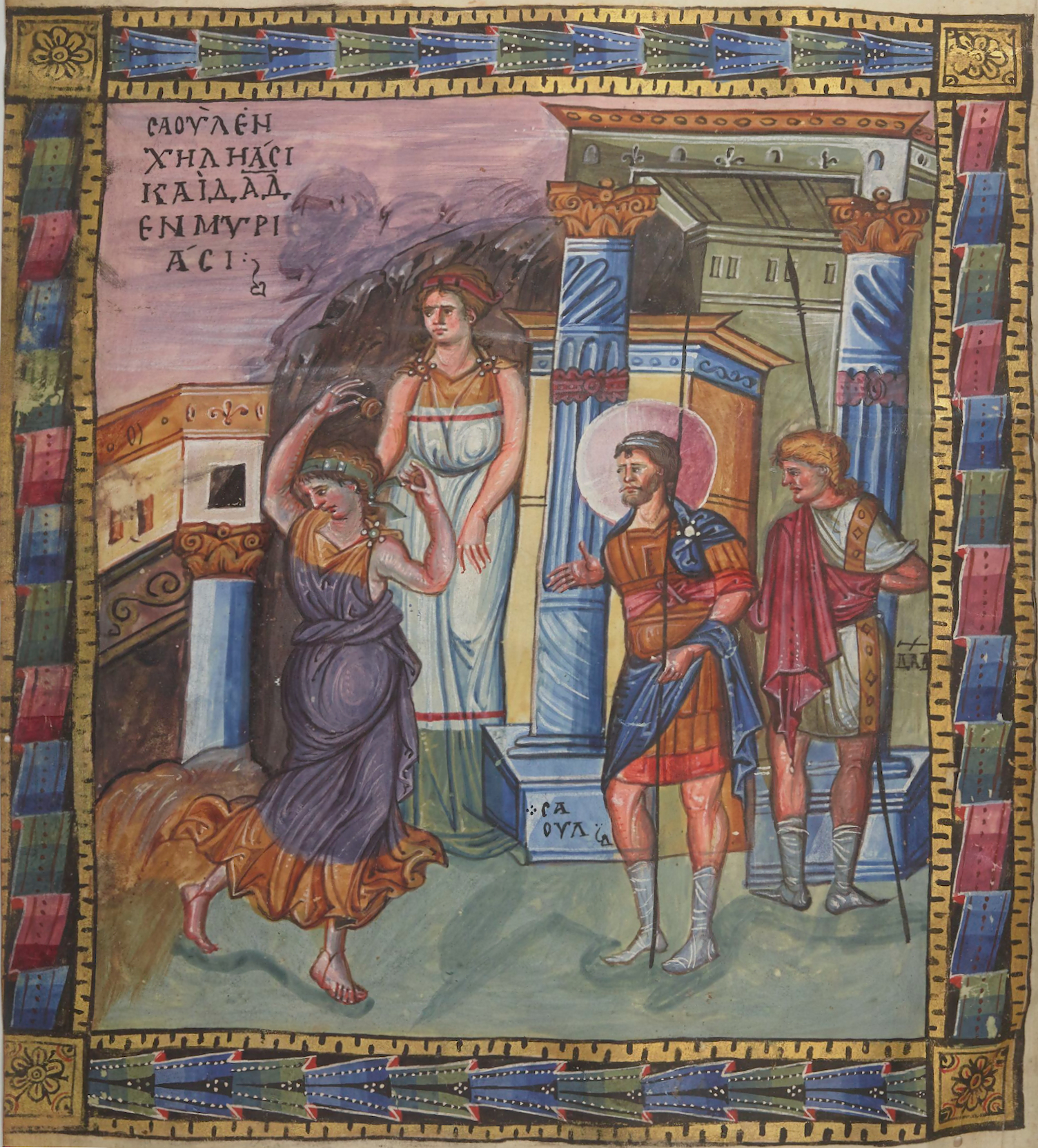
David oslavovaný izraelskými ženami z Pařížského žaltáře, příklad makedonského umění (byzantského) (někdy nazývaného makedonská renesance)

Oficiální Bible pravoslavné církve obsahuje text Starého zákona v Septuagintě a knihu Daniel v překladu Theodotion. Pro Nový zákon se používá patriarchální text. Pravoslavní křesťané zastávají názor, že Bible je slovesnou ikonou Krista, jak to vyhlásil 7. ekumenický koncil. Bibli označují za svaté písmo, což znamená spisy obsahující základní pravdy křesťanské víry, jak je zjevil Kristus a Duch svatý jejím božsky inspirovaným lidským autorům. Písmo svaté tvoří hlavní a autoritativní písemné svědectví svaté tradice a je nezbytné jako základ veškerého pravoslavného učení a víry.
Pravoslavná církev nikdy nepochybovala o tom, že celý seznam knih je úctyhodný a prospěšný pro četbu a studium, i když neformálně si některých knih váží více než jiných, nejvíce čtyř evangelií. Z podskupin, které jsou dostatečně významné, aby mohly být jmenovány, zahrnuje „Anagignoskomena“ (ἀναγιγνωσκόμενα, „věci, které se čtou“) deset starozákonních knih, které jsou v protestantském kánonu odmítány, ale pravoslavní je považují za hodné čtení při bohoslužbách, i když se těší menší úctě než 39 knih hebrejského kánonu. Nejnižší úroveň obsahuje zbývající knihy, které nejsou přijímány ani protestanty, ani katolíky, mezi nimi Žalm 151. Ačkoli se jedná o žalm a nachází se v knize žalmů, není zařazen do Žaltáře (prvních 150 žalmů).
Ve velmi úzkém smyslu není zcela ortodoxní nazývat Písmo svaté „Božím slovem“. Tento titul si pravoslavná církev vyhrazuje pro Krista, což má oporu v samotném Písmu, nejvýrazněji v první kapitole Janova evangelia. Boží slovo není prázdné jako lidská slova. „Bůh řekl: ,Budiž světloʻ; a bylo světlo“.
Pravoslavná církev se nehlásí k protestantskému učení sola scriptura. Církev definovala, co je Písmo, a také vykládá jeho význam. Kristus slíbil: „Až přijde On, Duch pravdy, uvede vás do veškeré pravdy“.
Písmo svaté obsahuje historická fakta, poezii, idiomy, metafory, přirovnání, morální příběhy, podobenství, proroctví a literaturu moudrosti a každé z nich je třeba při výkladu brát v úvahu. Ačkoli je text inspirován Bohem, stále se skládá ze slov v lidských jazycích, uspořádaných do lidsky rozpoznatelných forem. Pravoslavná církev se nebrání poctivému kritickému a historickému studiu Bible.

### Územní expanze a doktrinální integrita
Jak se církev v průběhu staletí zvětšovala, měnila se i logistická dynamika fungování tak velkých celků: patriarchové, metropolité, archimandriti, opati a abatyše, ti všichni byli pověřeni zastřešováním určitých správních míst.[zdroj?]

## Liturgie

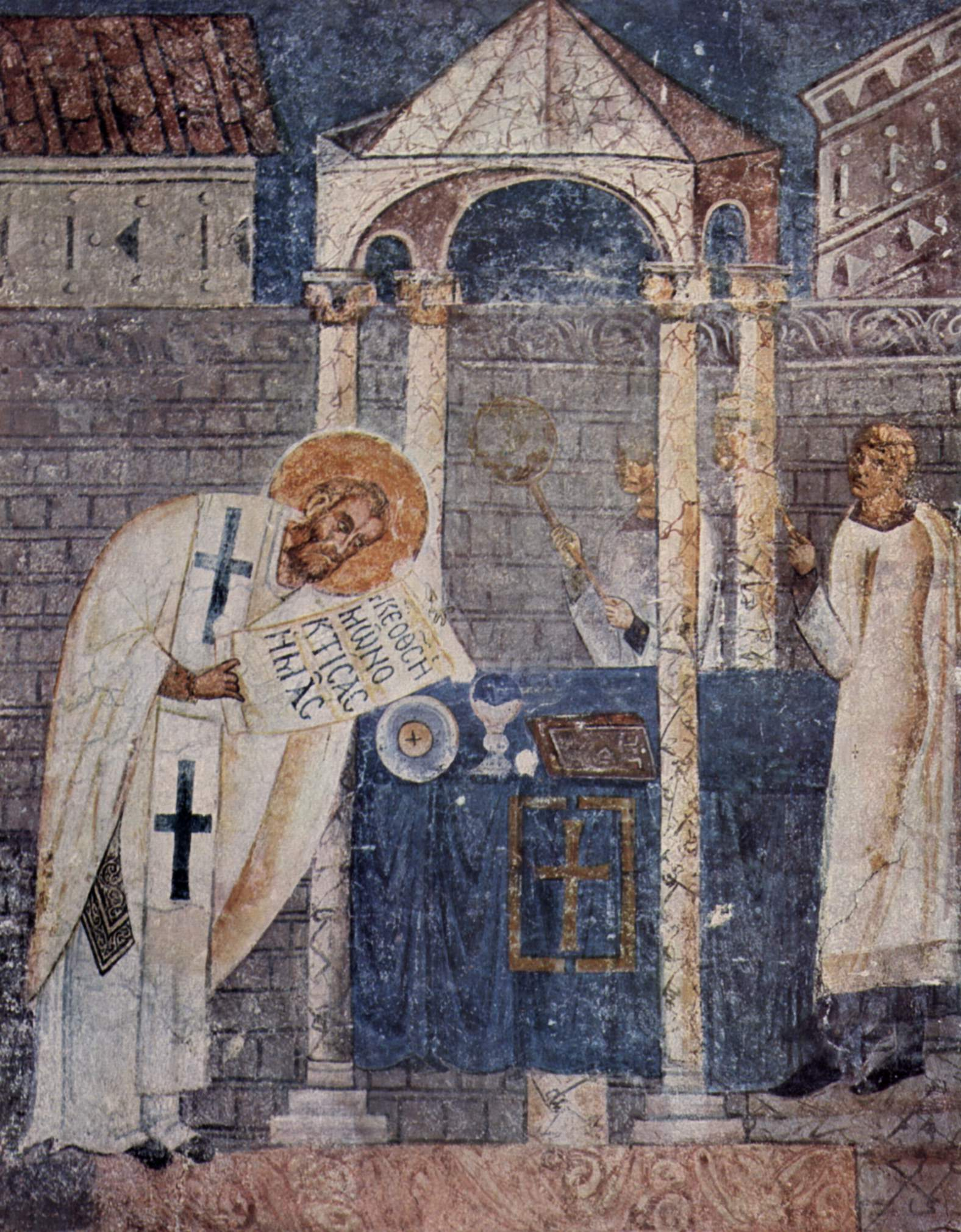
Freska Basila Velikého v kostele svaté Sofie v Ochridu. Světec je zobrazen při svěcení darů během božské liturgie, která nese jeho jméno

### Církevní kalendář
Menší cykly probíhají také souběžně s ročními cykly. Týdenní cyklus dnů předepisuje pro každý den zvláštní zaměření kromě dalších, které mohou být dodržovány.
Každý den týdenního cyklu je věnován určitým zvláštním památkám. Neděle je věnována Kristovu zmrtvýchvstání, v pondělí se uctívají svaté moci bez těla (andělé, archandělé atd. ); úterý je zasvěceno prorokům a zvláště největšímu z proroků, Janu Předchůdci a Křtiteli Páně; středa je zasvěcena kříži a připomíná Jidášovu zradu; čtvrtek uctívá svaté apoštoly a hierarchy, zvláště Mikuláše, biskupa z Myry v Lykii; Pátek je rovněž zasvěcen kříži a připomíná den ukřižování; sobota je zasvěcena všem svatým, zvláště Matce Boží, a památce všech, kteří odešli z tohoto života v naději na vzkříšení a věčný život.

### Církevní obřady
Hlavní články: Božská liturgie a Kanonické hodinky#Používání v byzantském ritu

#### Hudba a zpěv

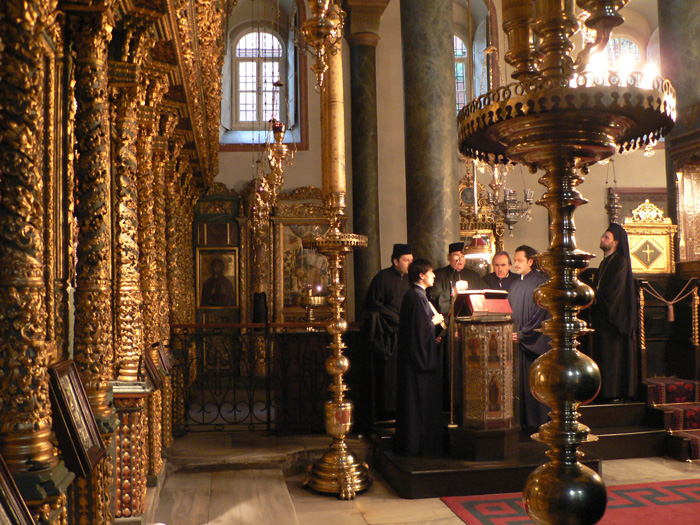
Zpěváci zpívající na kliros v katedrále svatého Jiří, Konstantinopolský patriarchát

Církev vytvořila osm modů nebo tónů (viz Octoechos), v nichž může být zpěv zasazen v závislosti na ročním období, svátku nebo jiných okolnostech typikonu. Existuje mnoho verzí a stylů, které jsou tradiční a přijatelné a které se v jednotlivých kulturách velmi liší.

## Tradice

### Umění a architektura

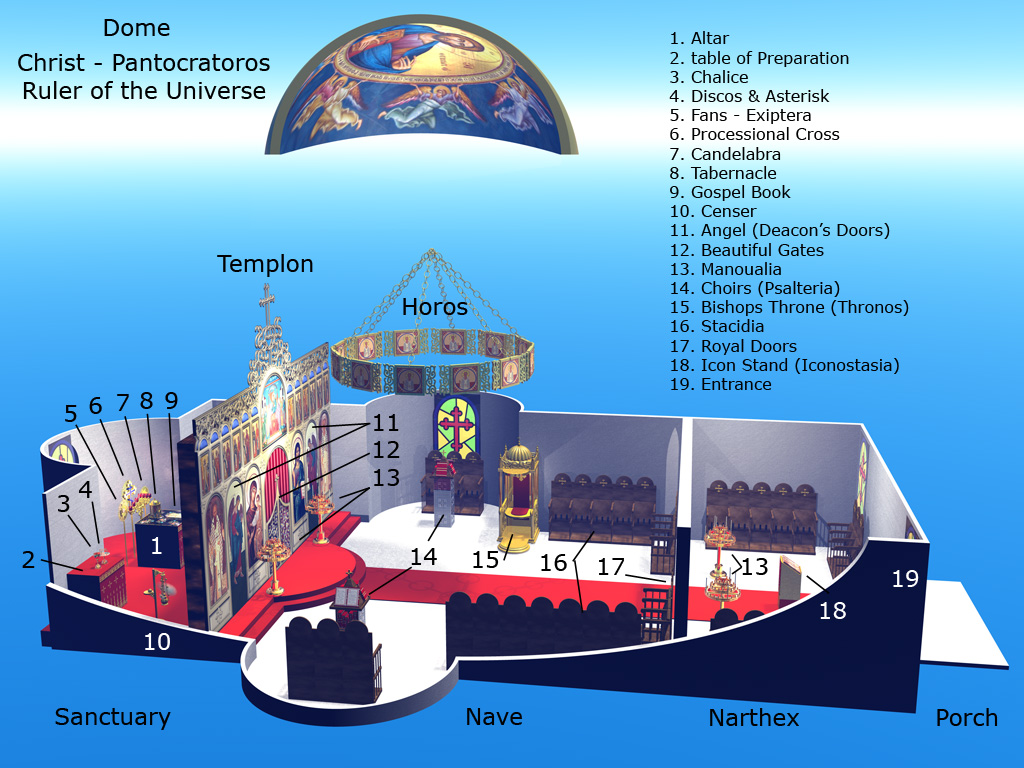
Ilustrace tradičního interiéru pravoslavného kostela

Arcidiecézní katedrála Nejsvětější Trojice na Upper East Side v New Yorku je největším pravoslavným kostelem na západní polokouli.

### Místní zvyky

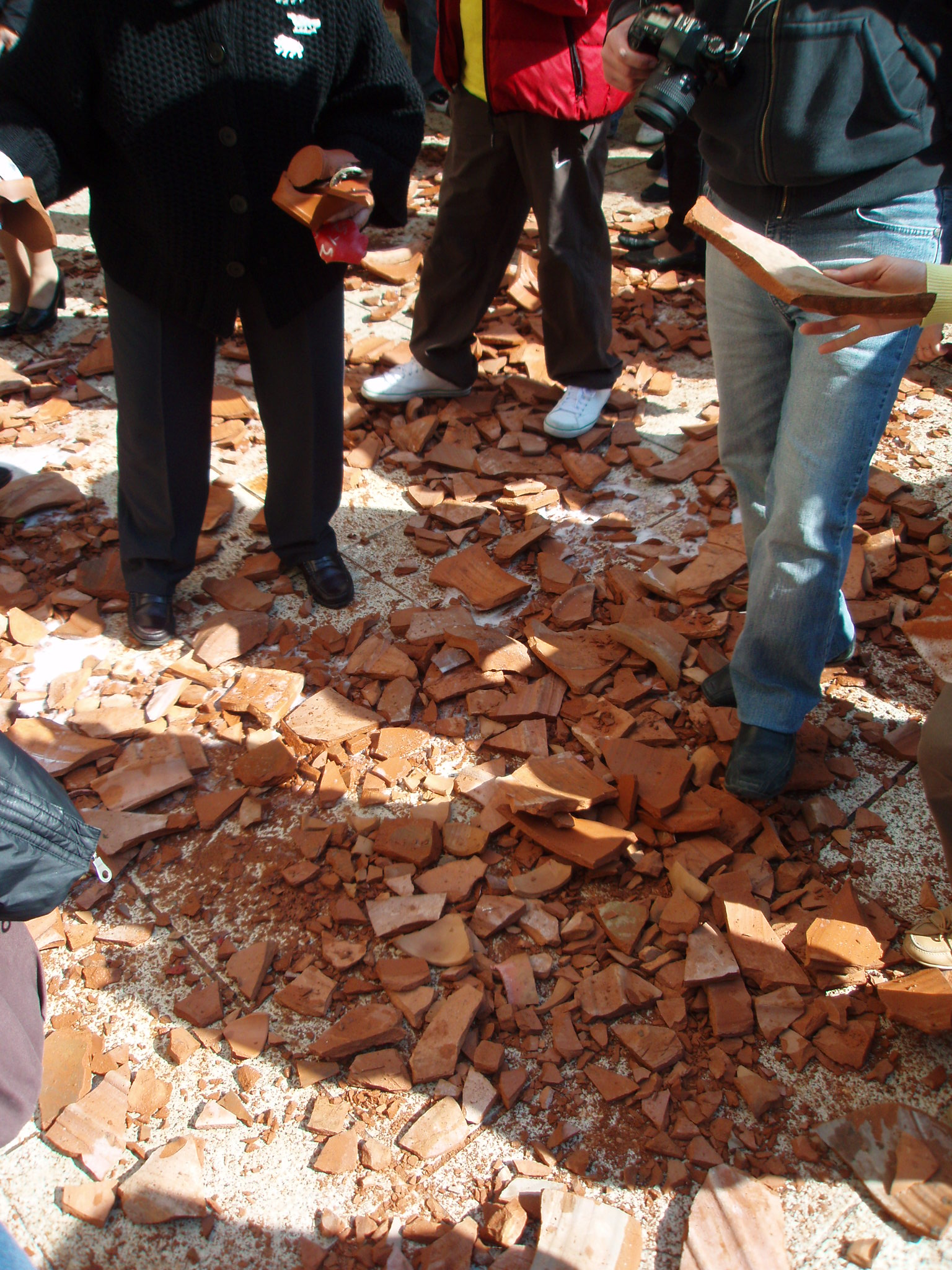
Střepy keramických váz na ulici, které byly vyhozeny z oken okolních domů. Tradice Bílé soboty na Korfu.

Lokálnost se projevuje také v regionálním pojetí církevní jurisdikce, která je často vymezena také podle národnostních hranic. Mnoho pravoslavných církví přijímá národní název (např. albánská pravoslavná, bulharská pravoslavná, antiochijská pravoslavná, gruzínská pravoslavná, řecká pravoslavná, rumunská pravoslavná, ruská pravoslavná, srbská pravoslavná, ukrajinská pravoslavná atd.) a tento název může určovat, který jazyk se používá při bohoslužbách, který biskup předsedá a kterou z typik se řídí konkrétní církevní obce. Na Blízkém východě se pravoslavní křesťané obvykle označují jako rumští („římští“) pravoslavní, a to kvůli jejich historickému spojení s Východořímskou (Byzantskou) říší.

## Svaté tajiny (svátosti)
To, co se na Západě často označuje jako svátosti nebo svátostiny, je v pravoslavných církvích známo jako „svaté tajiny“.
Zatímco katolická církev uvádí sedm svátostí a mnohé protestantské skupiny dvě (křest a eucharistii) nebo dokonce žádnou, pravoslavní počet svátostí neomezují. V katechismech se však z důvodu praktičnosti často hovoří o sedmi velkých tajinách. Mezi ně patří svaté přijímání (nejpřímější spojení), křest, chrisma, zpověď, pomazání, manželství a svěcení. Tento termín se však správně vztahuje i na další posvátné úkony, jako je mnišská tonzura nebo žehnání svěcené vody, a zahrnuje půst, almužnu nebo tak prostý úkon, jako je zapálení svíce, zapálení kadidla, modlitba nebo prosba o Boží požehnání na jídlo.

### Křest

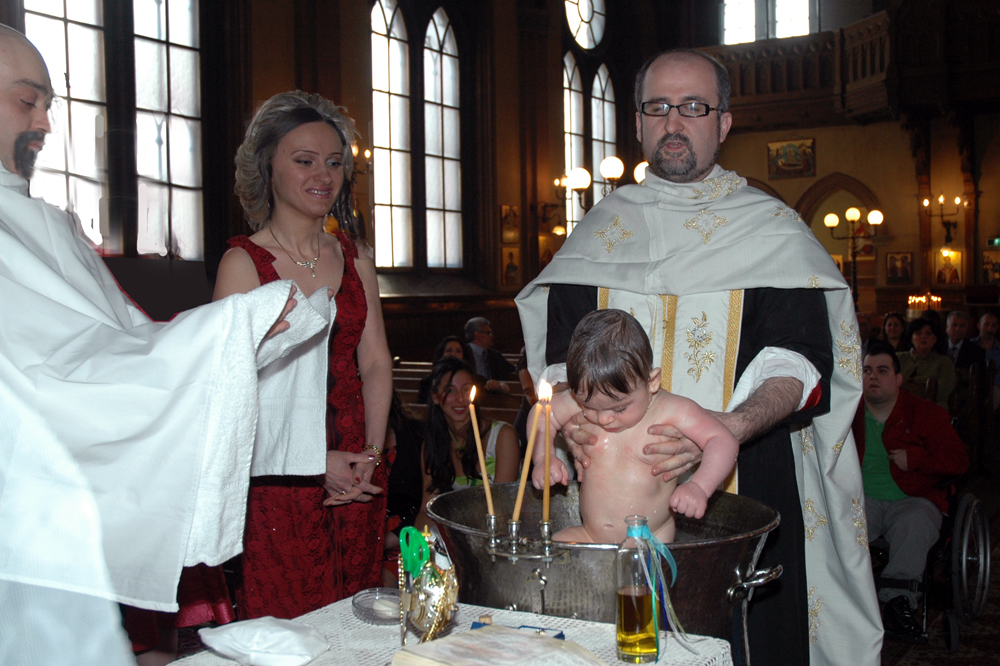
Pravoslavný křest

Křest je tajina, které proměňuje starého a hříšného člověka v nového a čistého; starý život, hříchy a všechny chyby jsou pryč a je dán čistý štít. Křtem se člověk spojuje s Tělem Kristovým tím, že se stává členem pravoslavné církve. Během bohoslužby se žehná voda. Katechumen je třikrát zcela ponořen do vody ve jménu Nejsvětější Trojice. To je považováno za smrt „starého člověka“ účastí na ukřižování a pohřbení Krista a znovuzrození k novému životu v Kristu účastí na jeho vzkříšení.
Řádně je tajina křtu udělována biskupy a kněžími; v naléhavých případech však může křtít kterýkoli pravoslavný křesťan.

### Pomazání
Pomazání (někdy nazývané biřmování) je tajina, při němž je pokřtěné osobě udělen dar Ducha svatého skrze pomazání svatým křižmem. Obvykle se uděluje bezprostředně po křtu jako součást téže bohoslužby, ale používá se také při přijímání odpadlých členů pravoslavné církve. Stejně jako je křest účastí člověka na smrti a vzkříšení Krista, je i pomazání účastí člověka na příchodu Ducha svatého o Letnicích.
Pokřtěný a pomazaný pravoslavný křesťan je plnoprávným členem církve a může přijímat eucharistii bez ohledu na věk.
Posvětit křižmo může kterýkoli biskup kdykoli, ale obvykle se to děje jen jednou ročně, často když se sejde biskupská synoda na svém výročním zasedání. Některé autokefální církve dostávají křižmo od jiných. Pomazání jím nahrazuje vzkládání rukou popsané v Novém zákoně, a to i tehdy, když se používá nástroj, jako je například štětec.

### Svaté přijímání (eucharistie)

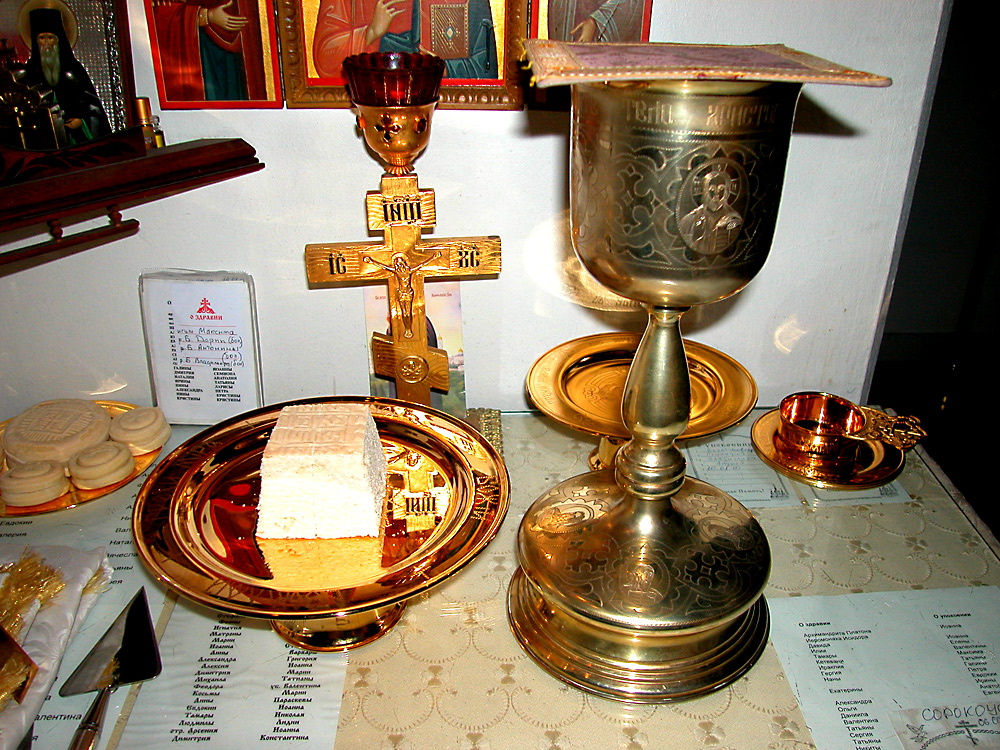
Eucharistické prvky připravené k božské liturgii

Přijímání se podává pouze pokřtěným a pomazaným východním pravoslavným křesťanům, kteří se připravili postem, modlitbou a zpovědí. Kněz podává dary liturgickou lžičkou, nazývanou „cochlear“, přímo do úst přijímajícího z kalicha. Od křtu jsou malí kojenci a děti přinášeni ke kalichu, aby přijali svaté přijímání.

### Manželství

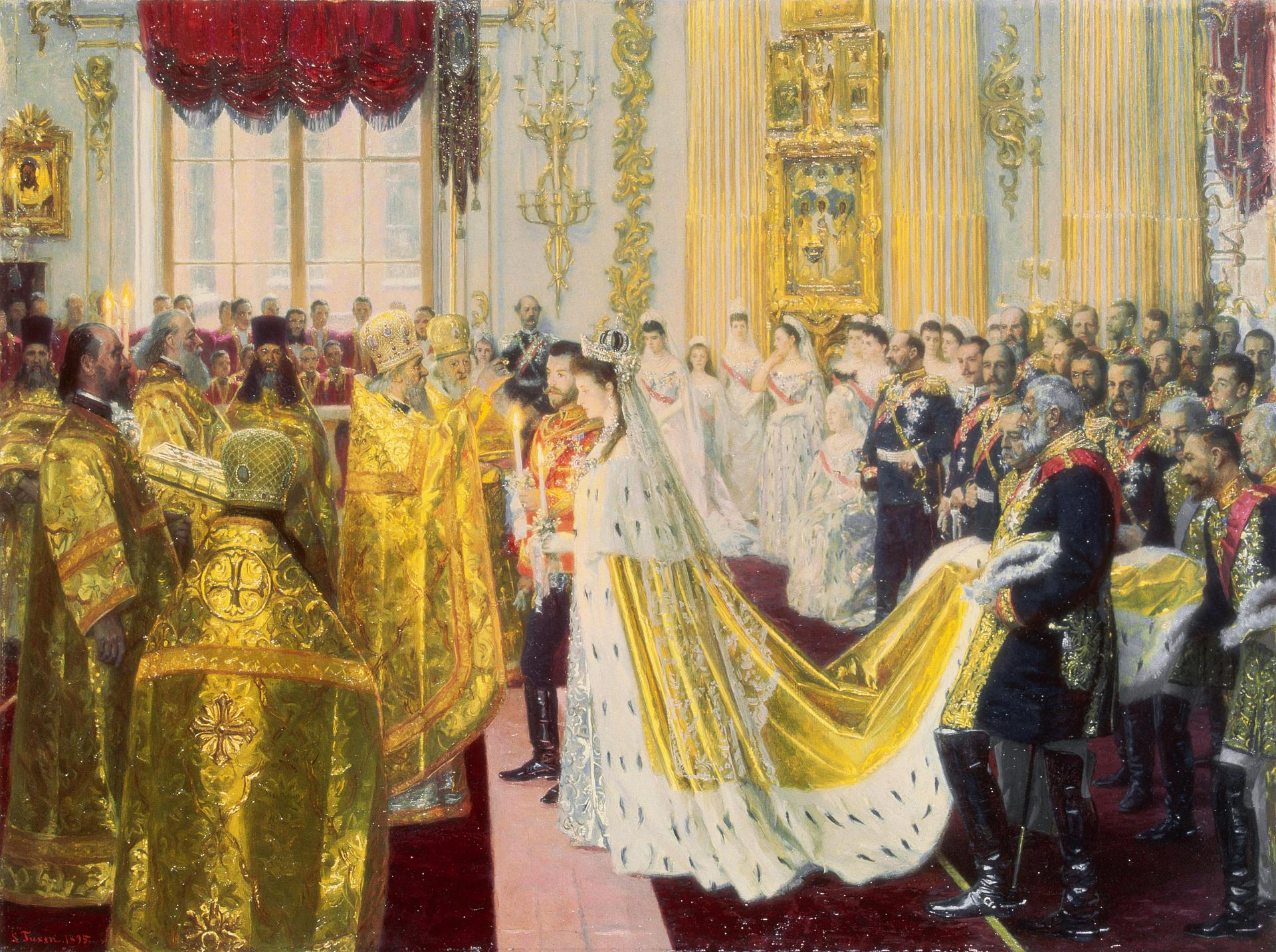
Svatba ruského cara Mikuláše II.

Z pravoslavného pohledu je manželství jedním ze svatých tajin (neboli svátostí). Stejně jako v mnoha jiných křesťanských tradicích, například v katolicismu, slouží ke spojení ženy a muže ve věčném svazku a lásce před Bohem, s cílem následovat Krista a jeho evangelium a vychovat skrze jejich svatý svazek věrnou, svatou rodinu. Církev chápe manželství jako svazek jednoho muže a jedné ženy a někteří pravoslavní představitelé se ostře vyslovili proti civilní instituci manželství osob stejného pohlaví.

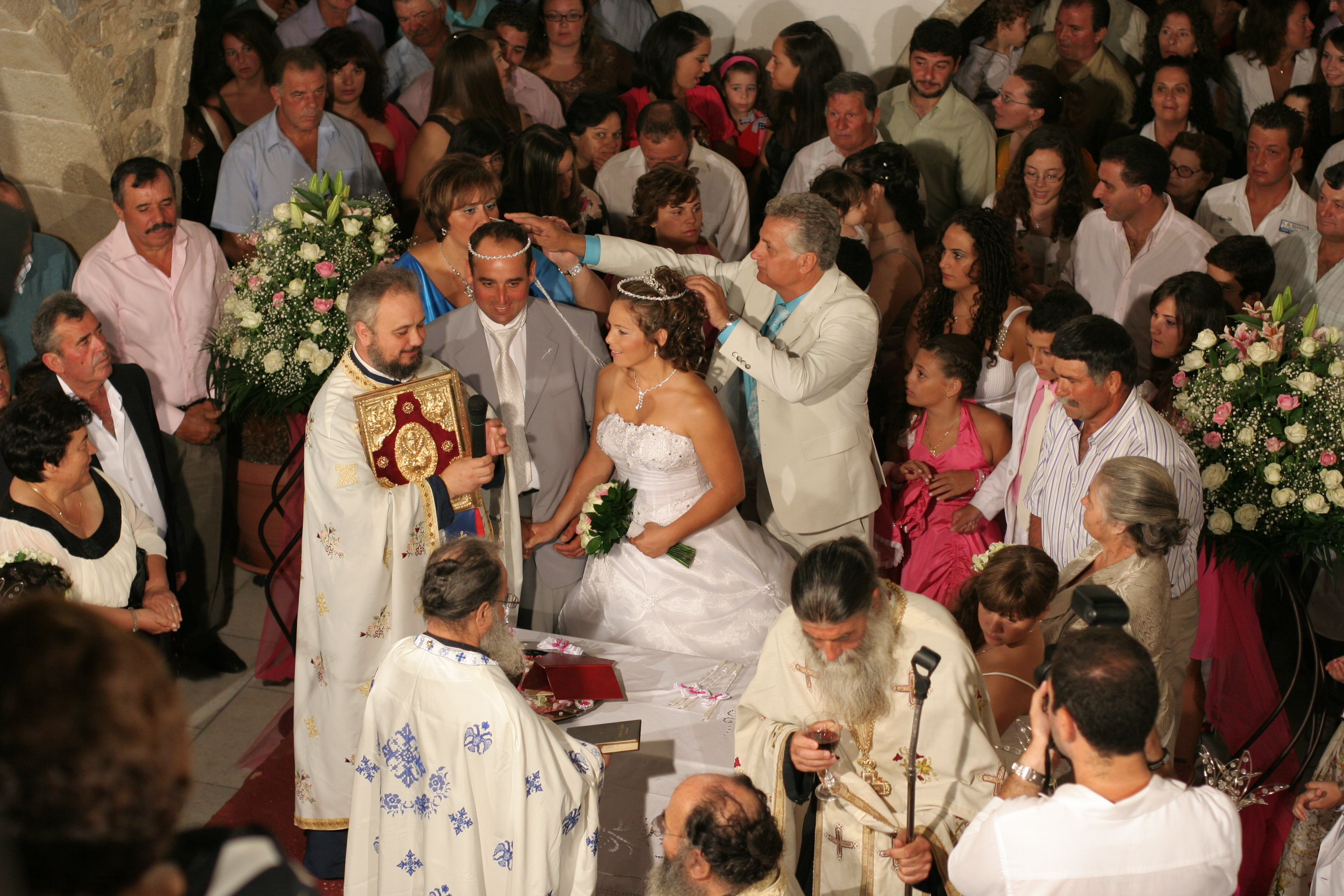
Řecká pravoslavná svatba

Ježíš řekl, že "„až vstanou z mrtvých, nebudou se ženit ani vdávat, ale budou jako andělé v nebi“ – Mk 12, 25 (Kral, ČEP). Pro pravoslavného křesťana by tato pasáž neměla být chápána tak, že křesťanské manželství nezůstane realitou v Království, ale poukazuje na skutečnost, že vztahy nebudou „tělesné“, ale „duchovní“. Láska mezi ženou a mužem jako ikona vztahu mezi Kristem a církví je věčná.
Církev sice uznává, že ve výjimečných případech je lepší, když se manželé rozejdou, ale občanské rozvody oficiálně neuznává. Pro pravoslavné znamená tvrzení, že manželství je nerozlučitelné, že by nemělo být porušeno, přičemž porušení takového svazku, který je vnímán jako svatý, je proviněním vyplývajícím buď z cizoložství, nebo z dlouhodobé nepřítomnosti jednoho z partnerů. Povolení nového manželství je tedy aktem soucitu církve s hříšným člověkem.

### Svátostné svěcení

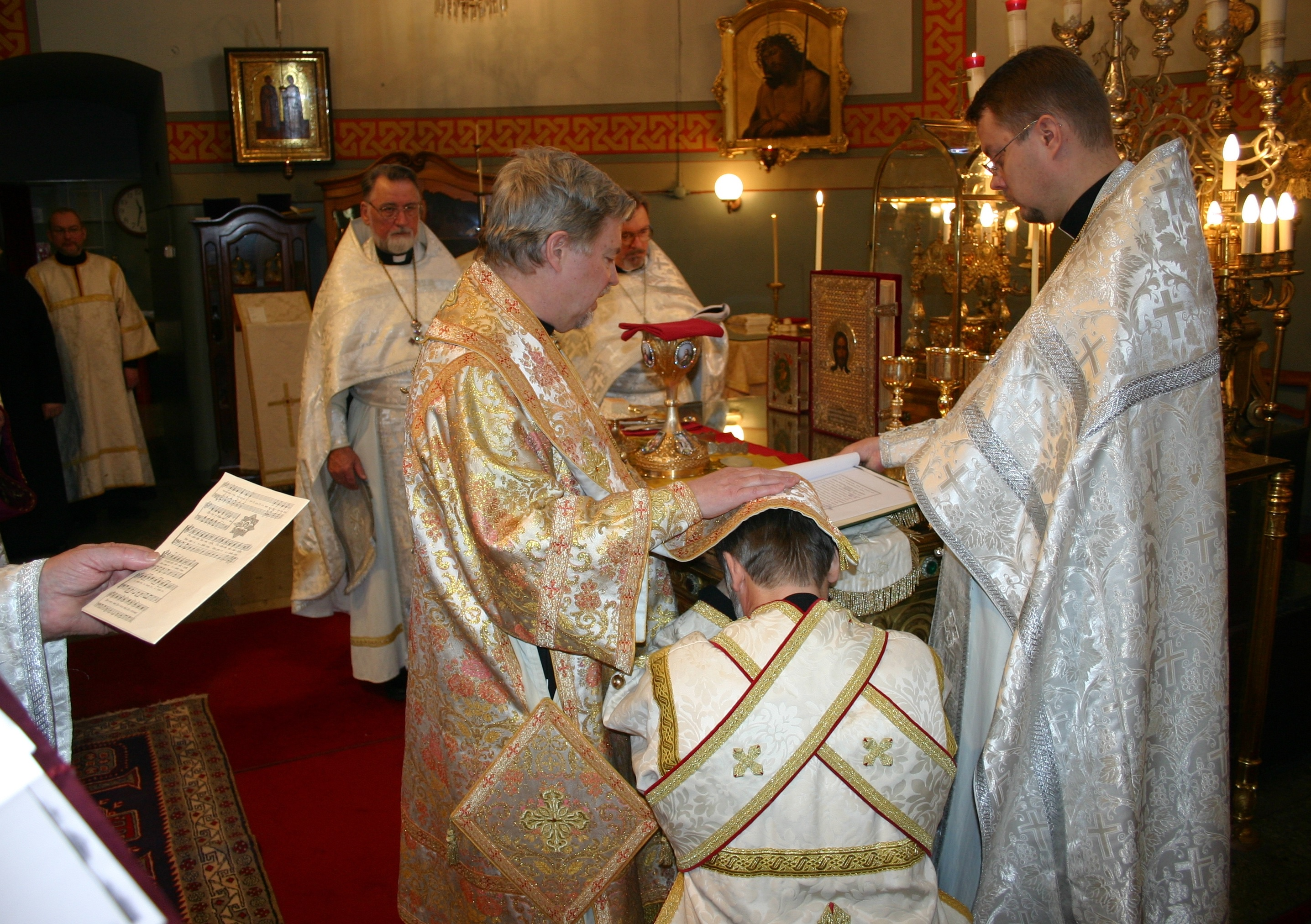
Pravoslavný subdiakon je vysvěcen na diakona. Biskup položil své omoforium a pravici na hlavu kandidáta a čte modlitbu chirothesis.

Ovdovělí kněží a jáhni se nesmí znovu oženit a je běžné, že takoví duchovní odcházejí do kláštera (viz kněžský celibát). To platí i pro ovdovělé manželky duchovních, které se znovu nevdávají a stávají se mniškami, když jejich děti odrostou. Pouze muži mohou přijímat svěcení, ačkoli jáhenky měly v církvi jak liturgické, tak pastorační funkce.
V roce 2016 se alexandrijský patriarchát rozhodl znovu zavést řád diakonek. V únoru 2017 vysvětil patriarcha Theodoros II. pět žen na jáhenky v rámci alexandrijského patriarchátu.

## Mezináboženské vztahy

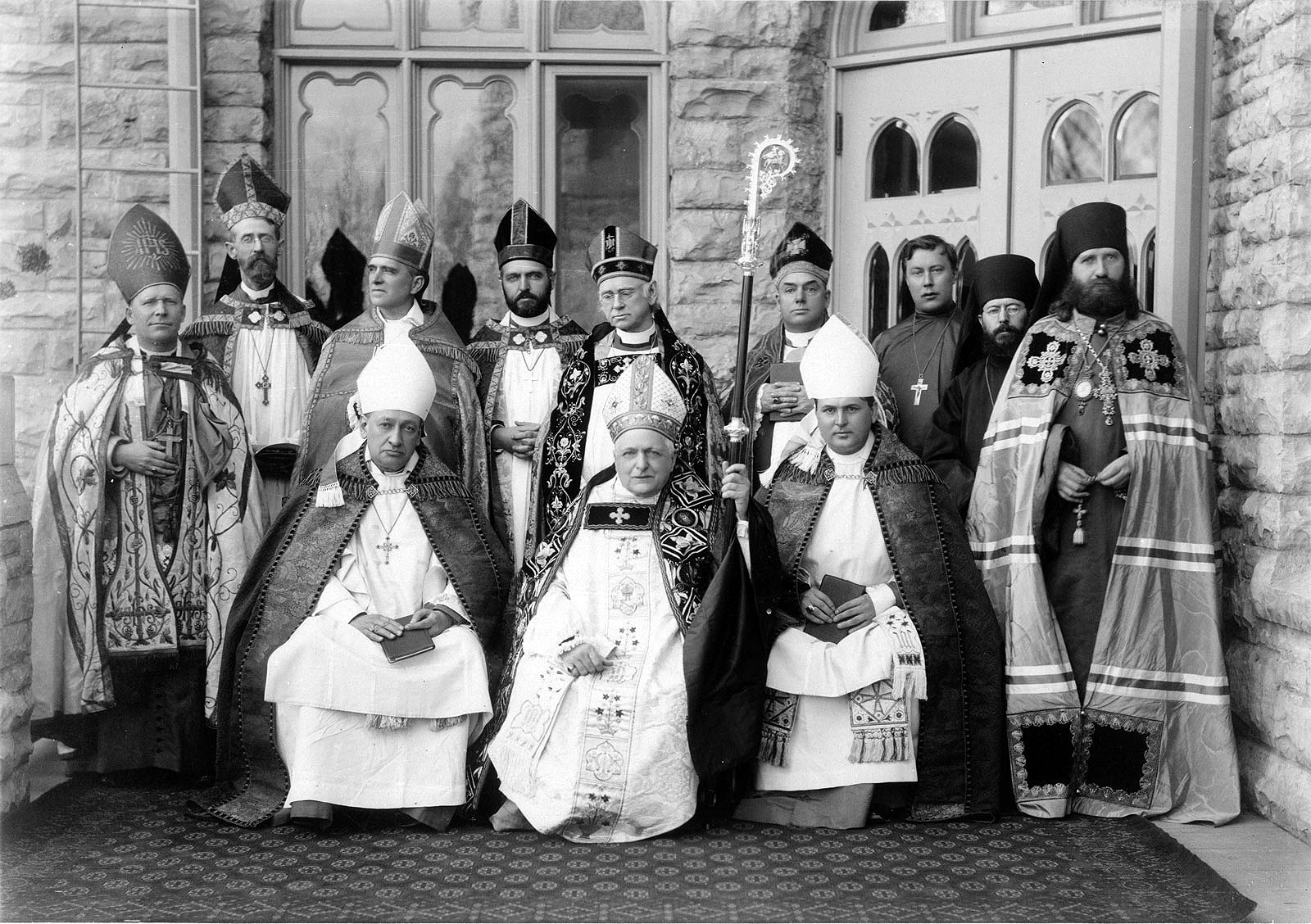
Konsekrace Reginalda Hebera Wellera na anglikánského biskupa v katedrále svatého Pavla apoštola v Episkopální diecézi Fond du Lac za účasti Anthonyho Kozlowského z Polské národní katolické církve a Tichona, tehdejšího biskupa Aleut a Aljašky (spolu s jeho kaplany Ivanem Kochurovem a Sevastianem Dabovićem) z Ruské pravoslavné církve.

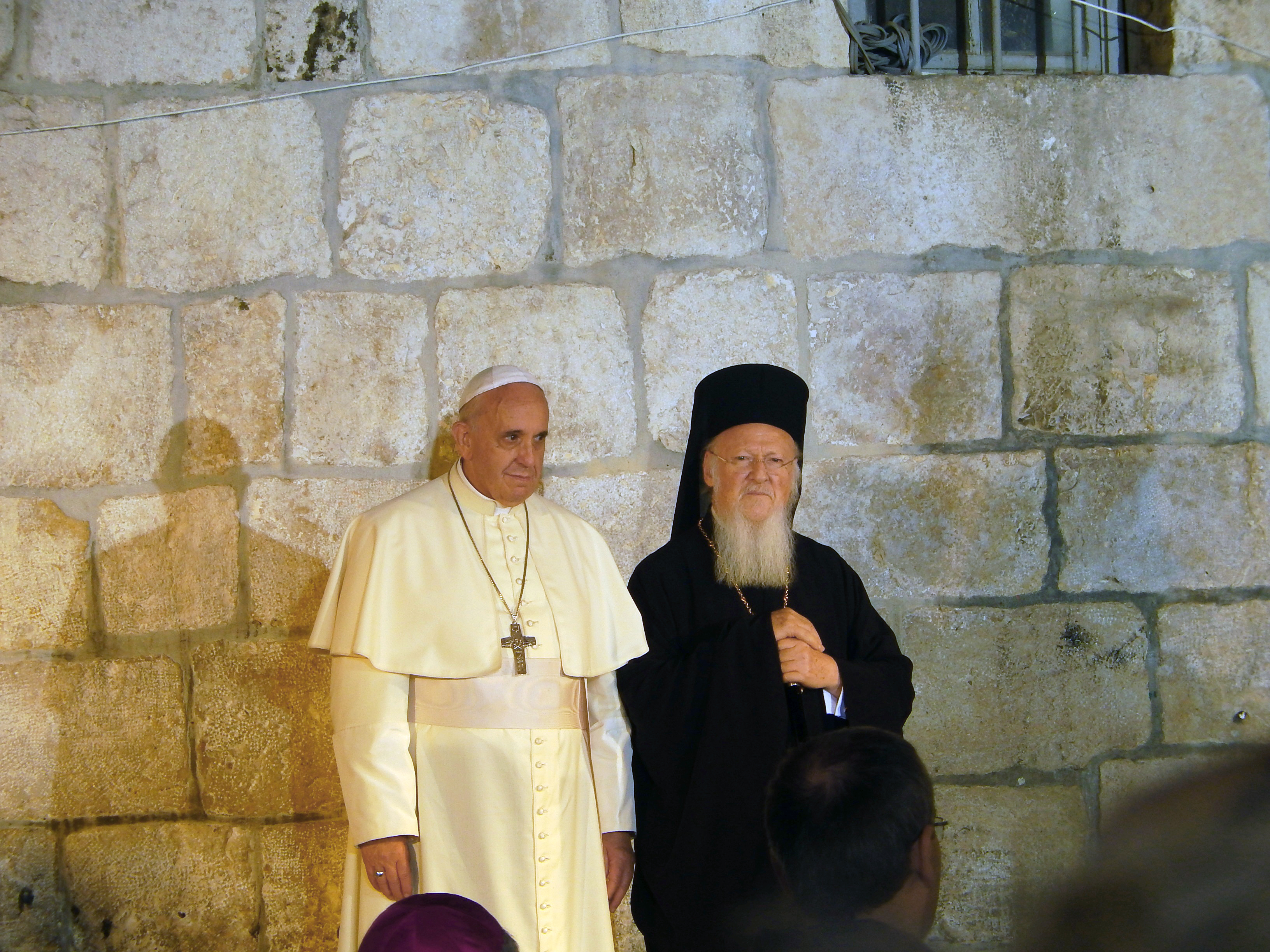
Papež František a ekumenický patriarcha Bartoloměj I. v Chrámu Božího hrobu v Jeruzalémě, 2014

### Vztahy s ostatními křesťany
V roce 1920 vydal konstantinopolský ekumenický patriarchát encykliku „adresovanou všem Kristovým církvím, ať jsou kdekoli“, v níž naléhal na užší spolupráci mezi odloučenými křesťany a navrhoval „Ligu církví“, obdobu nově založené Společnosti národů. Toto gesto přispělo k založení Světové rady církví (SRC); jako takové jsou členy SRC téměř všechny pravoslavné církve a „pravoslavní duchovní a teologové působí v jejích výborech“. Kallistos Ware, britský metropolitní biskup pravoslavné církve, prohlásil, že ekumenismus „je pro pravoslaví důležitý: pomohl vytlačit různé pravoslavné církve z jejich relativní izolace, přiměl je setkat se navzájem a vstoupit do živého kontaktu s nepravoslavnými křesťany.“
Hilarion Alfejev, tehdejší metropolita Volokolamský a vedoucí vnějších vztahů Moskevského patriarchátu Ruské pravoslavné církve, prohlásil, že pravoslavní a evangeličtí protestantští křesťané sdílejí stejné postoje v „takových otázkách, jako jsou potraty, rodina a manželství“, a přeje si „energické zapojení zdola“ mezi oběma křesťanskými společenstvími v těchto otázkách. V tomto ohledu se rozdíly mezi katolickým a pravoslavným společenstvím nijak významně nezlepšily. Dogmatické a liturgické polarity byly významné, a to i a zejména v poslední době. Relevantním sporným bodem mezi monarchicky papežskou, administrativně centralizovanou katolickou církví a decentralizovanou konfederací pravoslavných církví je teologický význam Panny Marie. Během své návštěvy Gruzie v říjnu 2016 byl papež František většinou pravoslavných křesťanů uražen, když vedl mši před prakticky prázdným stadionem Micheila Meskhiho v Tbilisi.
Orientální pravoslavné církve nejsou ve společenství s pravoslavnou církví, přestože mají podobné názvy. Pomalý dialog směřující k obnovení společenství mezi oběma církvemi začal v polovině 20. století a zejména v 19. století, kdy se řecký patriarcha v Egyptě musel na dlouhou dobu vzdálit ze země; svou církev opustil pod vedením koptského papeže Cyrila IV. z Alexandrie.
V roce 2019 prohlásil primas Ukrajinské pravoslavné církve metropolita Kyjeva a celé Ukrajiny Epifanius, že „teoreticky“ by se Pravoslavná církev Ukrajiny a Ukrajinská řeckokatolická církev mohly v budoucnu spojit do jednotné církve kolem kyjevského stolce. V roce 2019 prohlásil primas UHKC, větší arcibiskup kyjevsko-haličský Svjatoslav, že je třeba vynaložit veškeré úsilí k obnovení původní jednoty kyjevské církve v její pravoslavné a katolické větvi, přičemž uvedl, že obnovení eucharistického společenství mezi Římem a Konstantinopolí není utopií.
Navzdory určitým snahám katolických i pravoslavných představitelů není většina pravoslavných křesťanů, stejně jako katolíků, nakloněna vzájemnému sjednocení svých církví, neboť se k němu hlásí jen 35 procent, v lepším případě 38 procent z nich.

### Vztahy s islámem

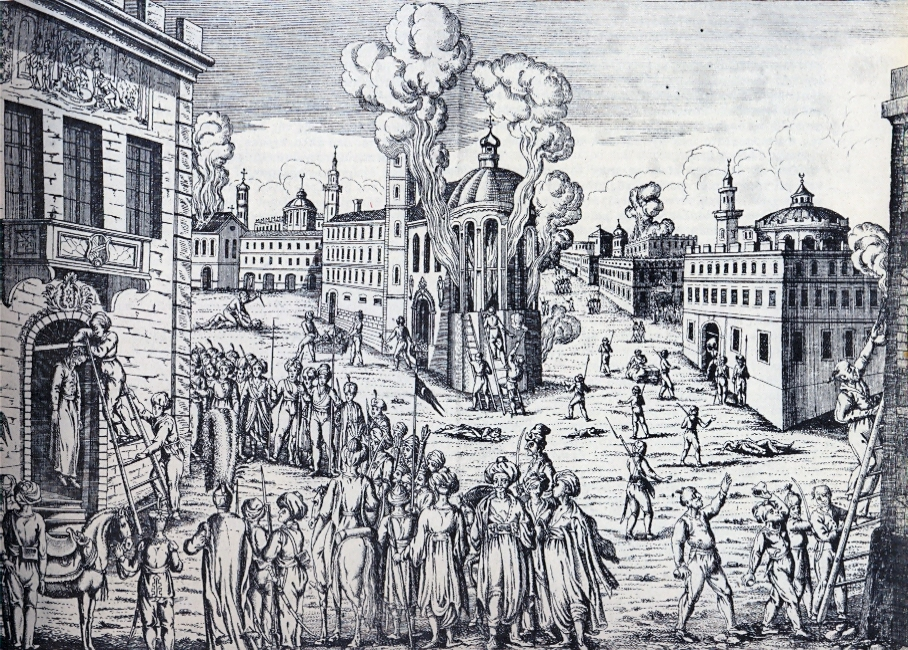
Konstantinopolský masakr v dubnu 1821: náboženské pronásledování řeckého obyvatelstva Konstantinopole za vlády Osmanů. Konstantinopolský patriarcha Řehoř V. byl popraven.

Podle Bat Ye'or byla křesťanům pod islámskou vládou odepřena rovnost práv, protože byli nuceni platit daň džizja.
Metropolita Alfejev v roce 2007 vyjádřil možnost mírového soužití islámu a křesťanství v Rusku, protože tato dvě náboženství v Rusku nikdy nevedla náboženské války.

## Oblasti
Různé autokefální a autonomní synody pravoslavné církve jsou odlišné z hlediska správy a místní kultury, ale většinou existují ve vzájemném plném společenství. Kromě toho existují některé schizmatické církve, které nejsou v žádném společenství, přičemž všechny tři skupiny se označují za pravoslavné.

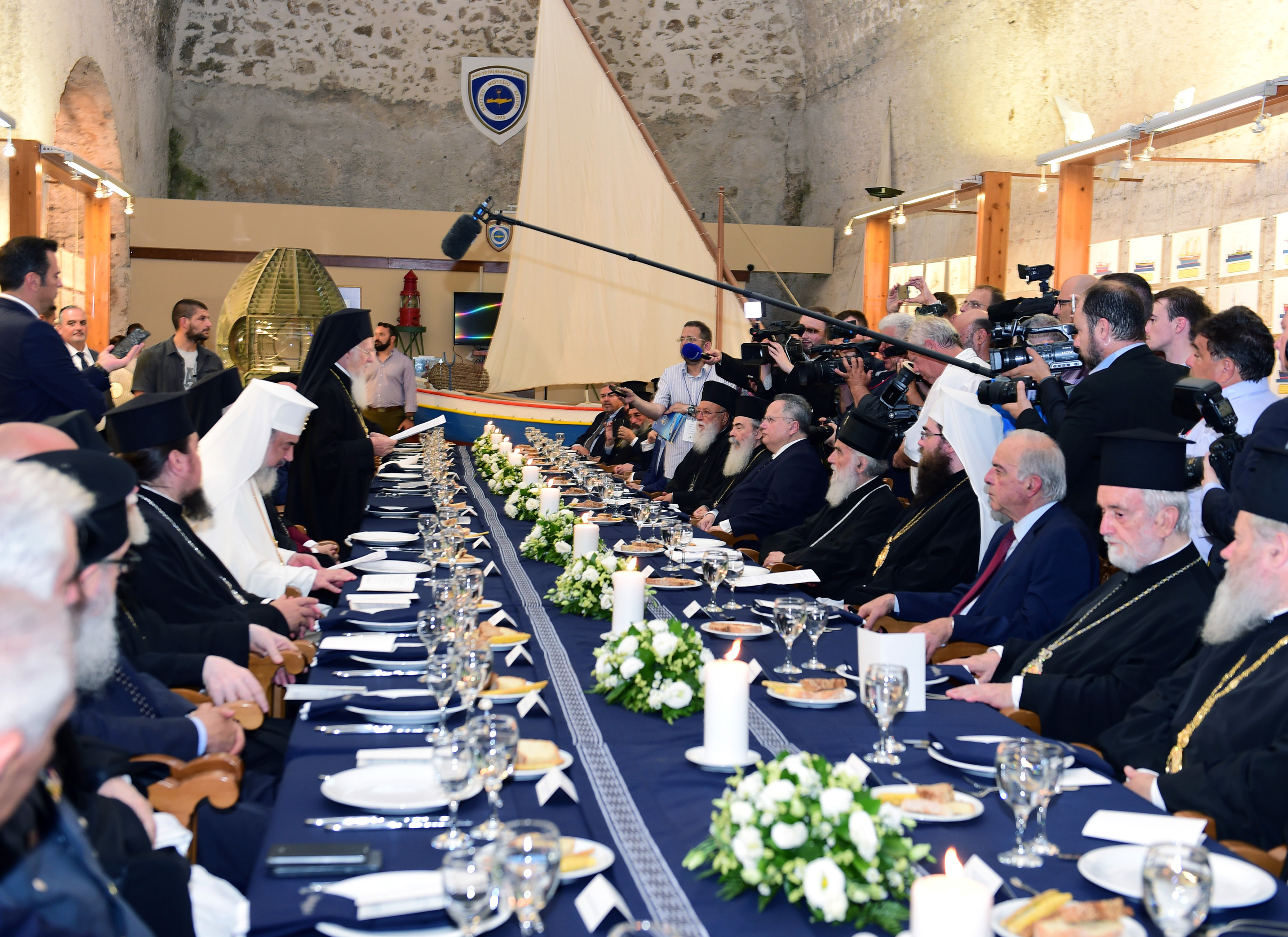
Panortodoxní koncil, Kolymvari, Kréta, Řecko, červen 2016

Další skupina východních pravoslavných křesťanů, kteří nejsou hlavním proudem, se označuje jako praví pravoslavní nebo starokalendářníci; jsou to ti, kteří bez pověření své mateřské církve nadále používají starý juliánský kalendář a odštěpili se od své mateřské církve.
Ruská pravoslavná církev v zahraničí (RPCVZ) se v roce 2007 sjednotila s Moskevským patriarchátem; tyto dvě církve se od sebe oddělily ve 20. letech 20. století v důsledku podřízenosti RPCVZ nepřátelskému sovětskému režimu.
Další skupina, nazývaná starověrci, se v roce 1666 oddělila od oficiální ruské pravoslavné církve na protest proti reformám církevního obřadu, které zavedl moskevský patriarcha Nikon.

### Hlavní společenství

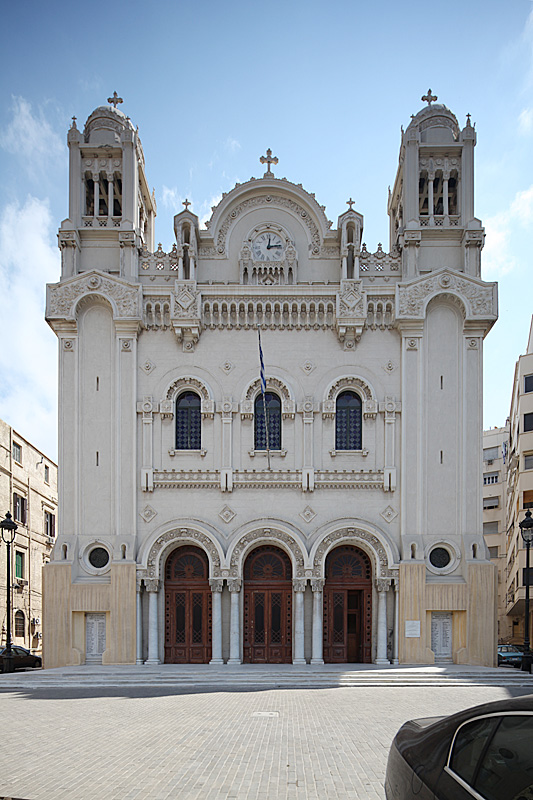
Katedrála Evangelismos, Alexandrie

Pravoslavná církev je společenstvím 15 autokefálních, tj. administrativně zcela nezávislých regionálních církví, dále Pravoslavné církve v Americe a dvou ukrajinských pravoslavných církví. Pravoslavnou církev v Americe uznávají jako autokefální pouze ruská, bulharská, gruzínská, polská a česko-slovenská církev. V prosinci 2018 zástupci dvou neuznaných ukrajinských pravoslavných církví spolu se dvěma metropolity uznané, ale autokefální Ukrajinské pravoslavné církve Moskevského patriarchátu vyhlásili vznik jednotné Ukrajinské pravoslavné církve. Dne 5. ledna 2019 obdržela Pravoslavná církev Ukrajiny od Ekumenického patriarchátu tomos o autokefalii (dekret, který definuje podmínky nezávislosti církve) a získala tak místo v diptychu.

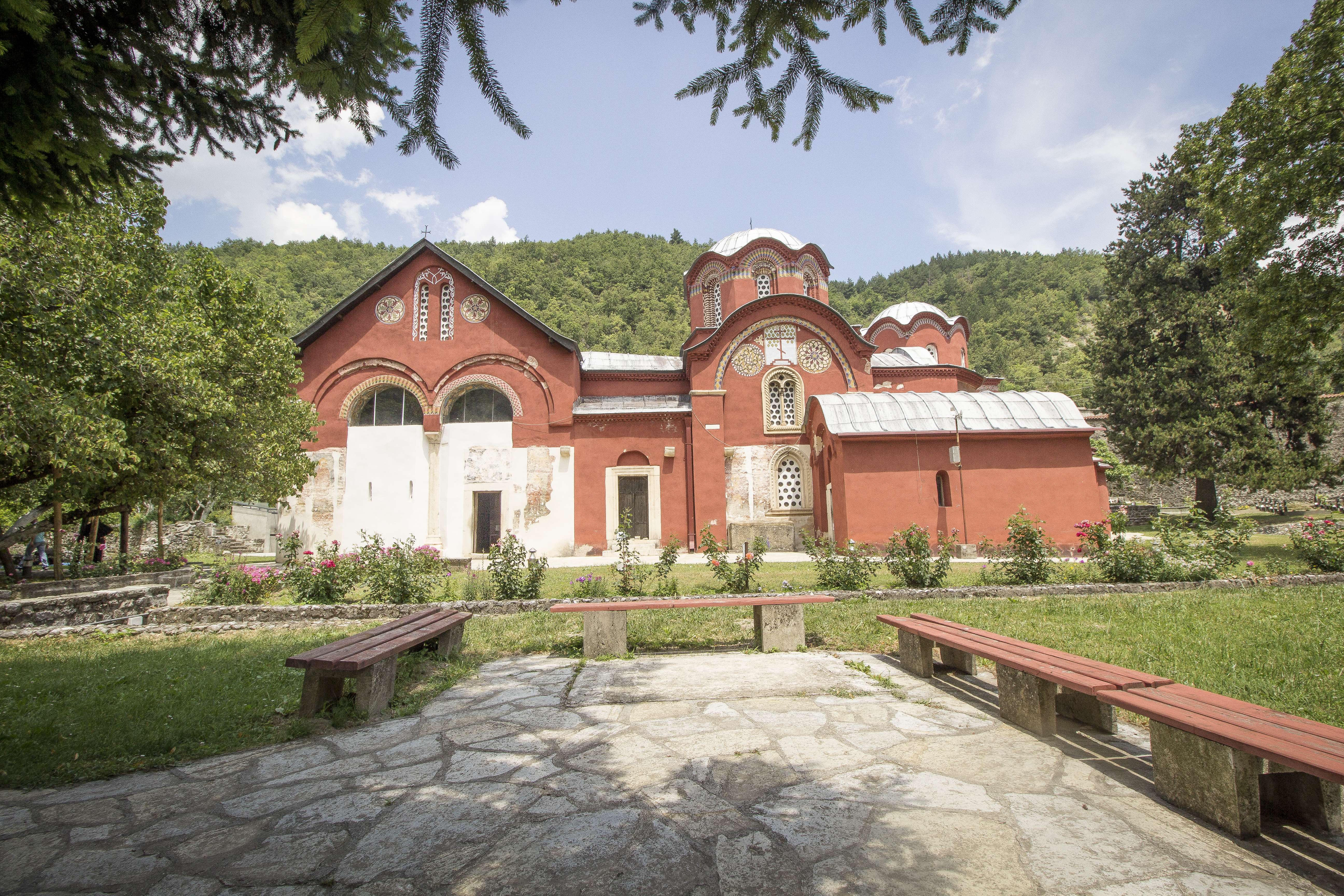
Patriarchát Peć v Kosovu, sídlo srbské pravoslavné církve od 14. století, kdy byl jeho status povýšen na patriarchát

Každá církev má vymezené geografické hranice své jurisdikce a je řízena svým sborem biskupů nebo synodou, které předsedá vyšší biskup – její primas (nebo první hierarcha). Primát může nést čestný titul patriarchy, metropolity (ve slovanské tradici) nebo arcibiskupa (v řecké tradici).
Každá regionální církev se skládá z eparchií (nebo diecézí), které řídí biskup. Některé církve přiznávají eparchii nebo skupině eparchií různý stupeň autonomie (samosprávy). Tyto autonomní církve si zachovávají různou míru závislosti na své mateřské církvi, která je obvykle definována v tomosu nebo jiném dokumentu o autonomii.
Níže je uveden seznam 15 autokefálních pravoslavných církví, které tvoří hlavní část pravoslavného křesťanství, přičemž všechny jsou si navzájem rovny, ale Ekumenický patriarchát je titulován jako první mezi rovnými. Na základě definic je seznam uveden v pořadí podle priority a v případě potřeby v abecedním pořadí, přičemž jsou uvedeny i některé jejich složky – autonomní církve a exarcháty. Liturgický titul primase je uveden kurzívou.
1. Konstantinopolský ekumenický patriarchát (konstantinopolsko-novořímský arcibiskup a první mezi rovnými patriarchy)

- Autonomní pravoslavná církev Finska (arcibiskup Helsinek a celého Finska, dříve arcibiskup Karélie a celého Finska)

- Samostatná pravoslavná církev na Krétě (arcibiskup krétský)

- Samosprávné mnišské společenství hory Athos

- Samosprávná pravoslavná církev v Koreji (metropolita Soulu a celé Koreje)

2. Řecký pravoslavný patriarchát Alexandrie (papež a patriarcha velkého města Alexandrie, Libye, Pentapolis, Etiopie, celé egyptské země a celé Afriky)

3. Řecký pravoslavný patriarchát Antiochie (patriarcha Antiochie a celého Východu)

4. Řecký pravoslavný patriarchát Jeruzalémský (patriarcha Svatého města Jeruzaléma a celé Svaté země, Sýrie, Arábie, za řekou Jordán, Kány Galilejské a Svatého Sionu)

- Autonomní církev hory Sinaj (arcibiskup Chorebu, Sinaje a Raity)

5. Ruská pravoslavná církev (patriarcha moskevský a celé Rusi)

- Autonomní pravoslavná církev v Japonsku (arcibiskup tokijský a metropolita celého Japonska)

- Běloruský exarchát (metropolita Minský a Slucký, patriarchální exarcha celého Běloruska)

- Samostatná ruská pravoslavná církev mimo Rusko (metropolita východní Ameriky a New Yorku, první jerarcha ruské církve v zahraničí)

6. Srbská pravoslavná církev (arcibiskup pećský, metropolita bělehradský a karlovský a srbský patriarcha)

7. Bulharská pravoslavná církev (metropolita sofijský a patriarcha celého Bulharska)

8. Rumunská pravoslavná církev (arcibiskup bukurešťský, metropolita muntenský a dobrudžský, místodržící na stolci cařihradském a patriarcha rumunský)

- Autonomní rumunská pravoslavná metropole Ameriky (rumunský pravoslavný arcibiskup Spojených států amerických a rumunský pravoslavný metropolita Ameriky)

9. Gruzínská pravoslavná církev (katolicko-patriarcha celé Gruzie, arcibiskup mcchetsko-tbiliský a metropolitní biskup abchazský a pittsundský)

10. Kyperská církev (arcibiskup Nové Justiniany a celého Kypru)

11. Řecká církev (arcibiskup aténský a celého Řecka)

12. Albánská pravoslavná církev (arcibiskup Tirany, Durresu a celé Albánie)

13. Polská pravoslavná církev (metropolita varšavský a celého Polska nebo arcibiskup varšavský a metropolita celého Polska)

14. Pravoslavná církev českých zemí a Slovenska (arcibiskup pražský, metropolita českých zemí a Slovenska nebo arcibiskup prešovský, metropolita českých zemí a Slovenska)

15. Makedonská pravoslavná církev – Ochridské arcibiskupství (metropolita skopský a arcibiskup ochridský a makedonský a justiniánský primas)

#### Pravoslavné církve se sporným statutem
V rámci hlavní části východního pravoslaví existují nevyřešené vnitřní otázky týkající se autonomního nebo autokefálního statusu či legitimity následujících pravoslavných církví, zejména mezi těmi, které vycházejí z ruské pravoslavné nebo konstantinopolské církve:
- Pravoslavná církev v Americe (arcibiskup washingtonský, metropolita celé Ameriky a Kanady) – autokefalie neuznaná ekumenickým patriarchátem.
- Samosprávná Estonská apoštolská pravoslavná církev (metropolita Tallinnu a celého Estonska) – Uznána pouze Ekumenickým patriarchátem, proti ní stojí pouze Ruská pravoslavná církev.
- Samosprávná Estonská pravoslavná církev Moskevského patriarchátu (metropolita Tallinnu a celého Estonska) – Ekumenický patriarchát ji neuznává.
- Autonomní Besarabská pravoslavná církev v Moldavsku (arcibiskup Kišiněvský, metropolita Besarábie a exarcha území) Rumunské pravoslavné církve – Území nárokované Ruskou pravoslavnou církví.
- Autonomní moldavská pravoslavná církev (metropolita Kišiněvský a celého Moldavska) Ruské pravoslavné církve – jurisdikce zpochybňovaná Rumunskou pravoslavnou církví.
- Pravoslavná církev Ukrajiny (metropolita kyjevský a celé Ukrajiny) – uznána Ekumenickým patriarchátem, Řeckou církví, Kyperskou církví a Alexandrijským patriarchátem[282][283][284][285][286][287] od října 2020, proti ní stojí Ruská, Antiochijská, Česká a Slovenská, Srbská a Polská pravoslavná církev a Pravoslavná církev v Americe.[288][289][290]
- Ukrajinská pravoslavná církev (Moskevský patriarchát), samosprávná na základě prohlášení, které později schválila a uznala Gruzínská pravoslavná církev[291] – jurisdikce sporná s Pravoslavnou církví Ukrajiny, kterou téměř všechny církve nadále uznávaly jako součást MOC
- Lotyšská pravoslavná církev (metropolita rižský a celého Lotyšska), která měla před rokem 1941 autokefalii, byla v roce 1941 v důsledku sovětské okupace a anexe pobaltských států násilně integrována a stala se samosprávnou součástí Ruské pravoslavné církve, přičemž Ekumenický patriarchát tuto situaci v roce 1978 akceptoval; v roce 2022 lotyšský parlament (Saeima) z bezpečnostních důvodů vyhlásil obnovení autokefalie LPC od RPC.

### Tradicionalistické skupiny

#### Pravé pravoslaví
Pravé pravoslaví se odděluje od hlavního proudu společenství kvůli otázkám ekumenismu a kalendářní reformy již od 20. let 20. století. Hnutí odmítá Konstantinopolský ekumenický patriarchát, Moskevský patriarchát a všechny církve, které jsou s nimi ve společenství, obviňuje je z hereze a staví se pod biskupy, kteří dělají totéž. Drží se používání juliánského kalendáře a tvrdí, že kalendářní reforma z 20. let 20. století je v rozporu s ekumenickými koncily. Neexistuje žádné oficiální společenství pravých pravoslavných; často se jedná o místní skupiny a jejich působnost je omezena na určitého biskupa nebo lokalitu.

#### Starokalendářníci
Jde o tu část pravoslavných křesťanů, kteří považují ekumenismus za církevní herezi a nový kalendář za odsouzenou inovaci. Obecně jsou nazýváni jako starostylníci či starokalendářníci.

#### Starověrci

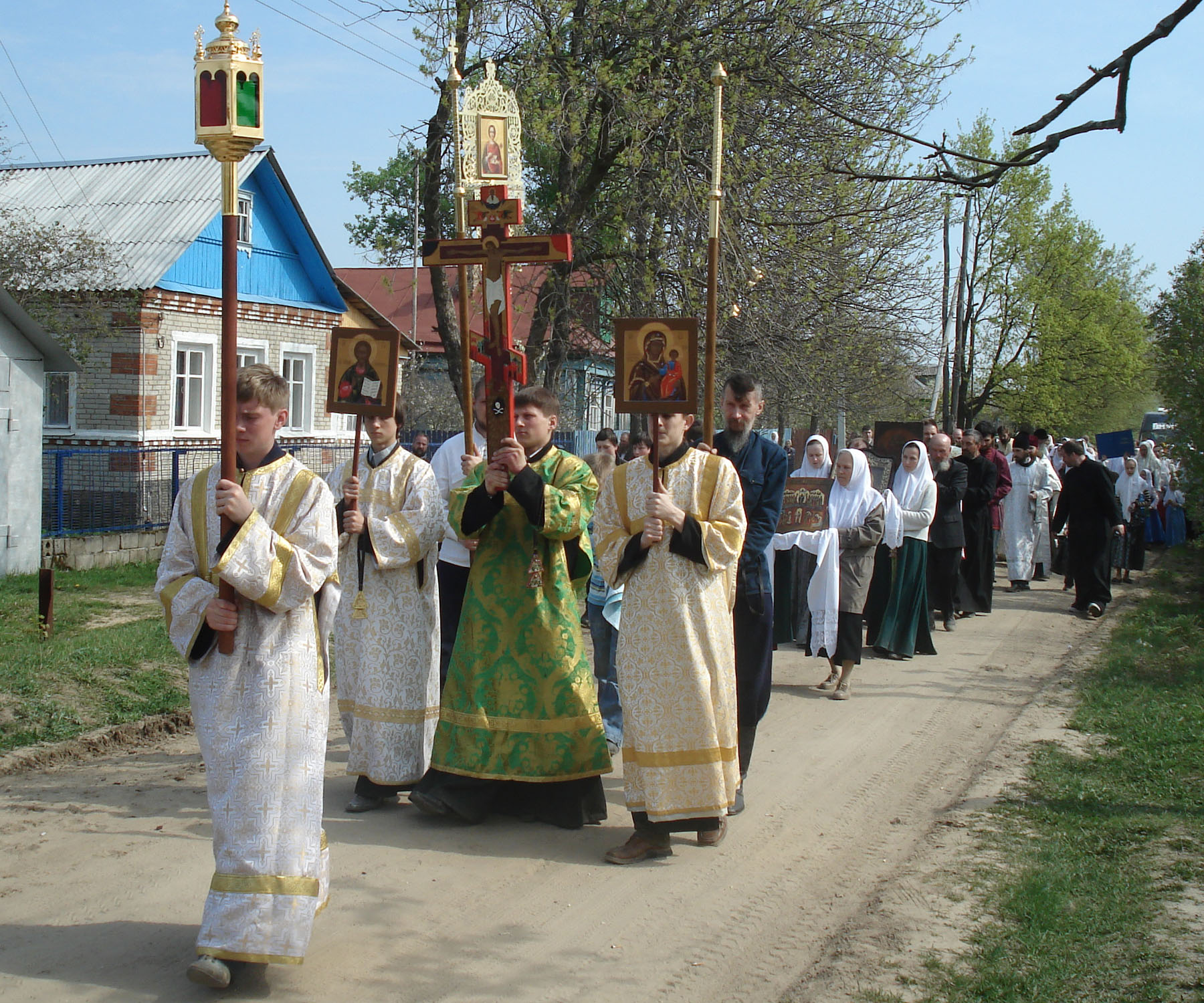
Tradiční velikonoční průvod ruské pravoslavné církve starého obřadu

Starověrci jsou skupiny, které nepřijímají liturgické reformy, jež v ruské pravoslavné církvi provedl moskevský patriarcha Nikon v 17. století. Přestože všechny skupiny starověrců vznikly jako důsledek odporu vůči Nikonovým reformám, netvoří jeden monolitní celek. Navzdory důrazu na neměnné dodržování přednikonovských tradic se starověrci vyznačují velkou rozmanitostí skupin, které se hlásí k různým výkladům církevní tradice a často nejsou ve vzájemném společenství (některé skupiny dokonce praktikují znovukřtění před přijetím člena jiné skupiny do svého středu).

### Církve, které nejsou ve společenství s jinými církvemi
Církve s neregulérním nebo nevyřešeným kanonickým statusem jsou subjekty, které provedly biskupské svěcení mimo normy kanonického práva nebo jejichž biskupové byli exkomunikováni jednou ze 14 autokefálních církví. Patří mezi ně nacionalistické a jiné schizmatické subjekty, jako je Abchazská pravoslavná církev.